# 新屋 (秋田市)
新屋（あらや）は秋田県秋田市にある地域名。郵便番号は010-1637他。

## 概要
旧雄物川秋田運河、雄物川の西岸地域で、雄物川放水路で新屋中心部と勝平地域（通称割山）に区分され、向浜地域は工業地帯となっている。出羽国河辺郡芹泉郷として成立、後に由利郡百三段（ももさだ）新屋村となり（1622年に豊島郡に編入）、酒田街道の宿場町で、古くから川湊(船場町）と湧水を利用した酒造業(新政)、食品製造業で栄え、対岸の土崎には対抗心を燃やしてきた。陸上自衛隊新屋演習場に陸上配備型迎撃ミサイルシステムイージス・アショアが建設されそうになったが、住民や秋田魁新報社の尽力により撤回された。

## 教育
- 秋田市立日新小学校
- 秋田市立勝平小学校
- 秋田市立秋田西中学校
- 秋田市立勝平中学校
- 秋田市立秋田商業高等学校
- 秋田県立栗田支援学校
- 秋田公立美術大学
- 秋田公立美術大学附属高等学院

## ギャラリー

### 新屋

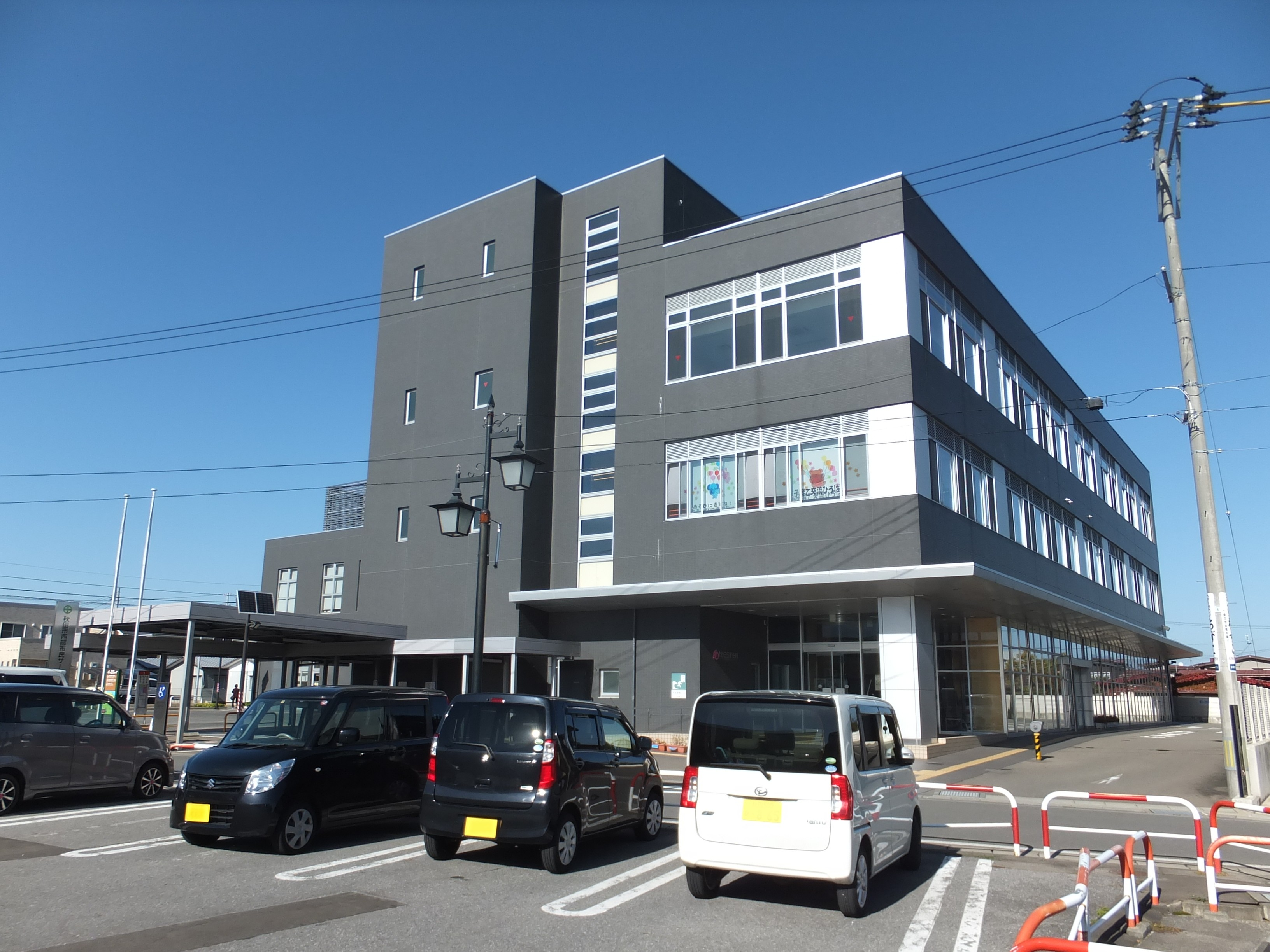
秋田市西部市民サービスセンター
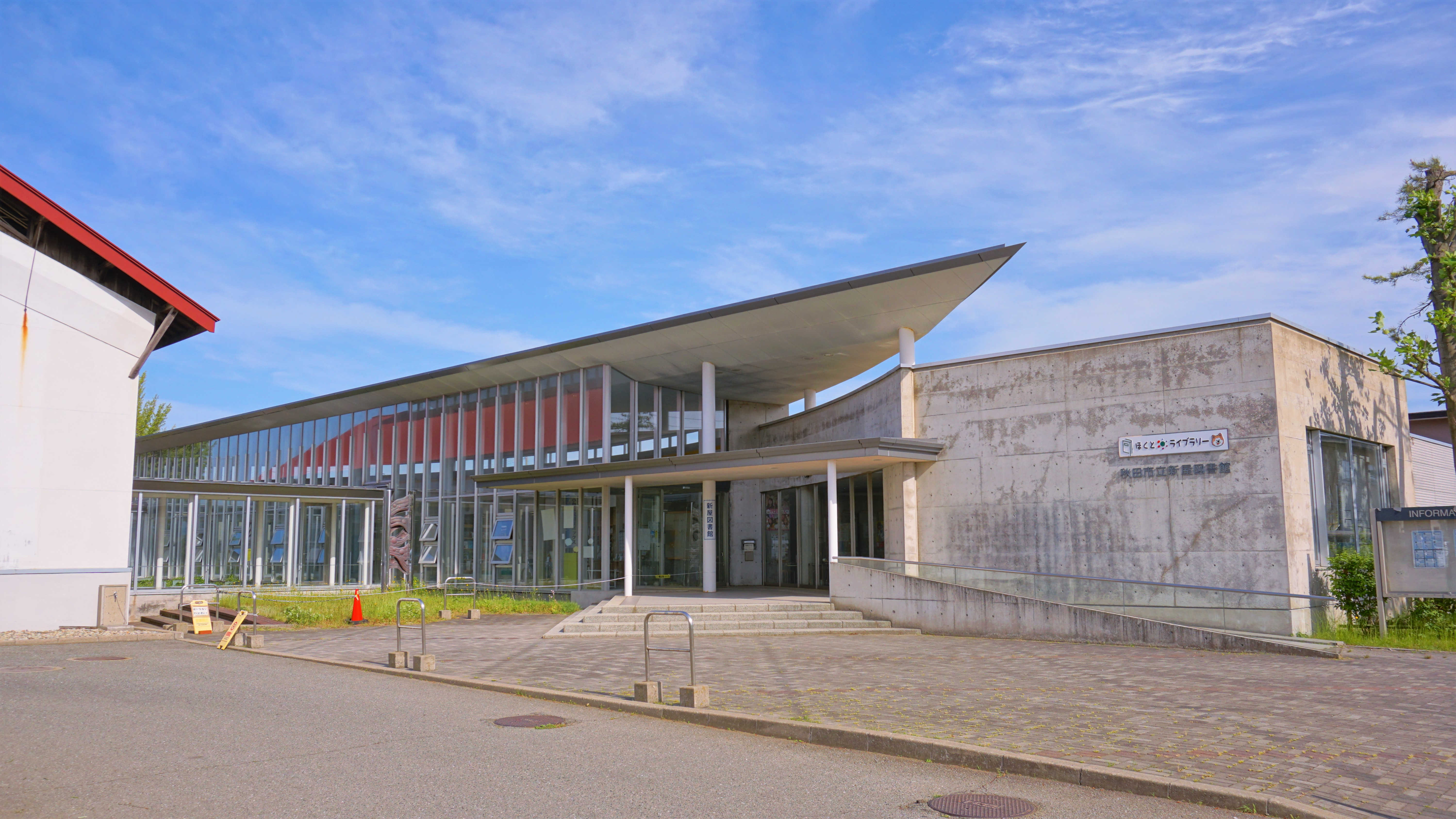
秋田市立新屋図書館
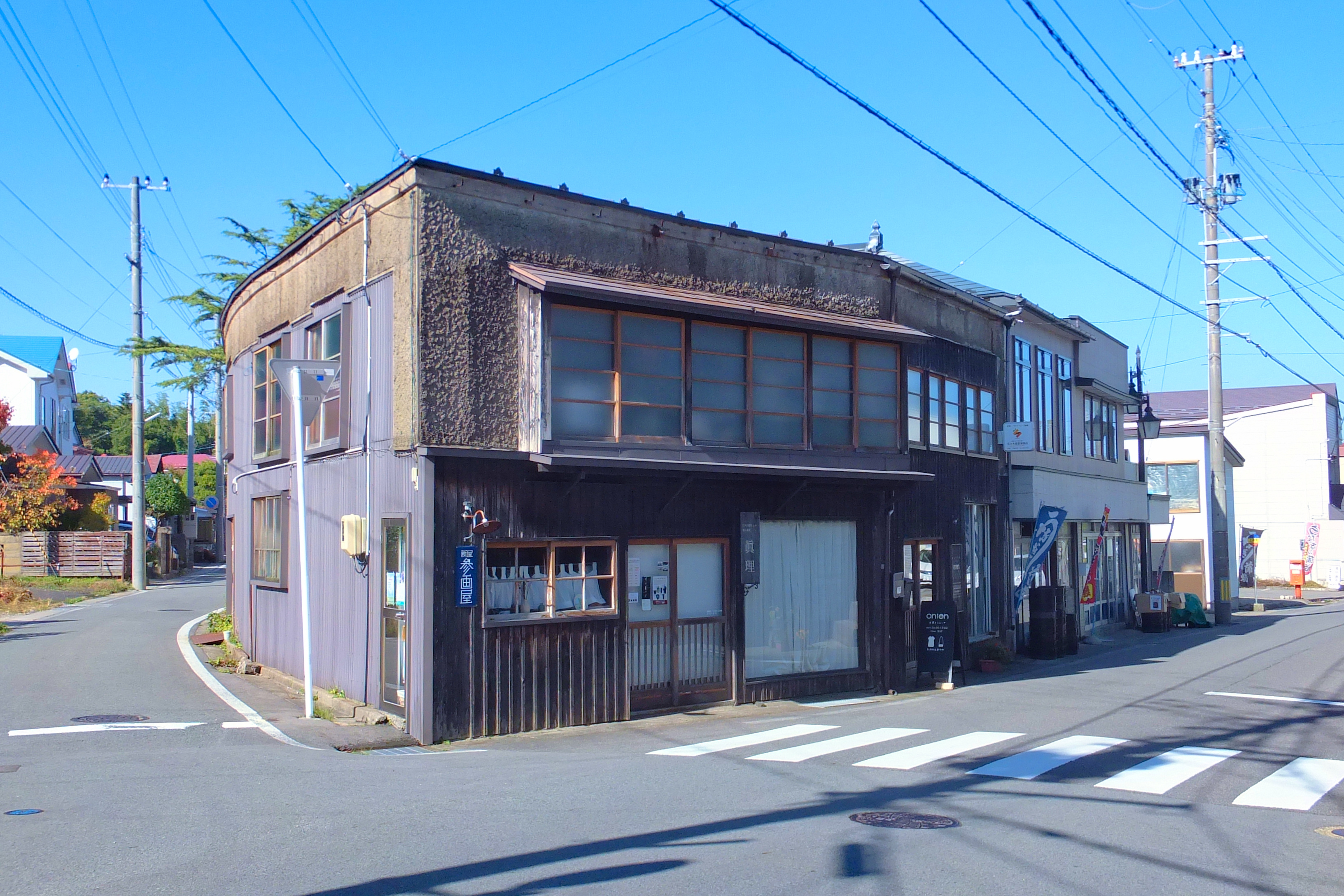
新屋参画屋
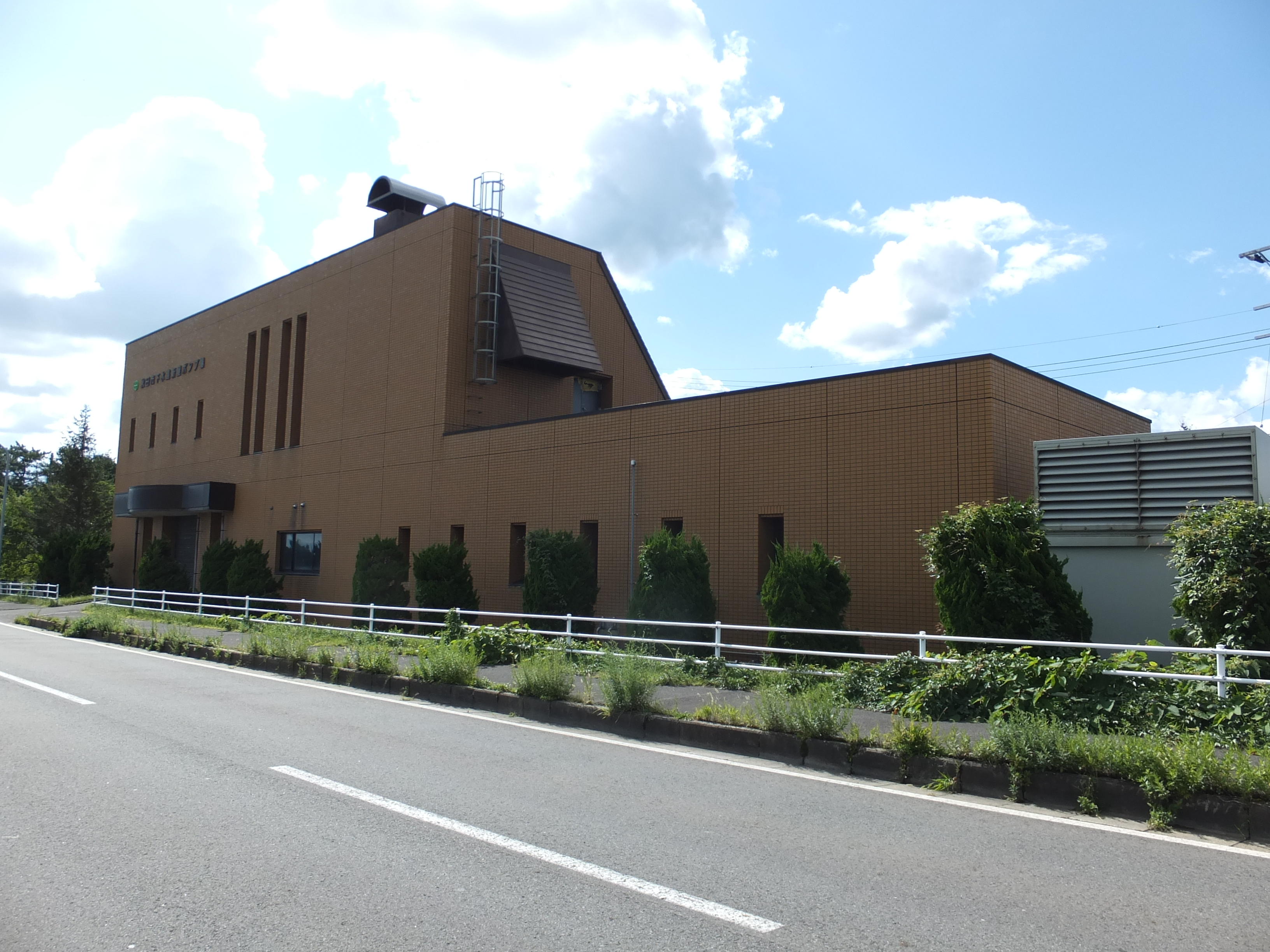
新屋ポンプ場
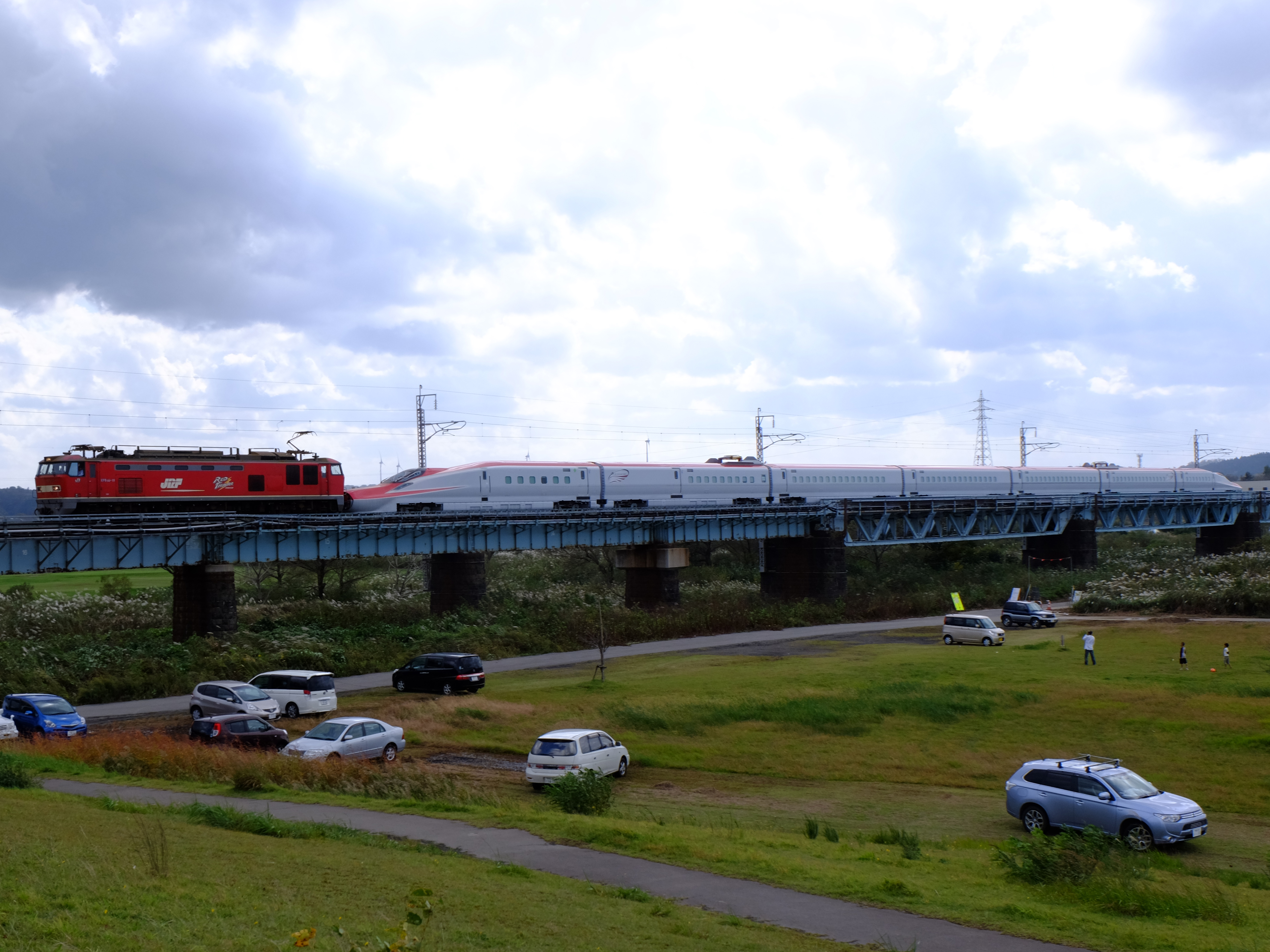
雄物川橋梁
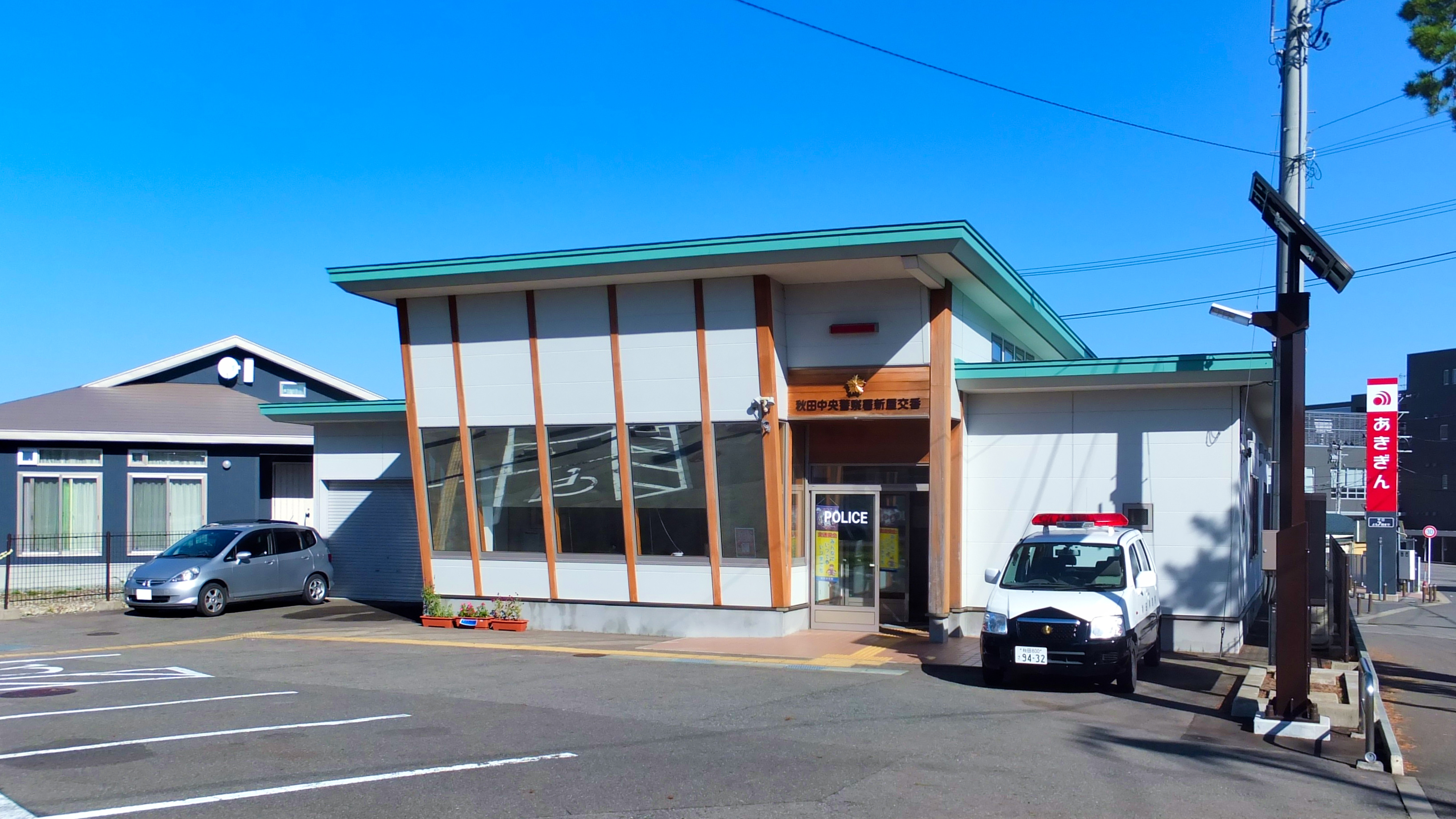
新屋交番
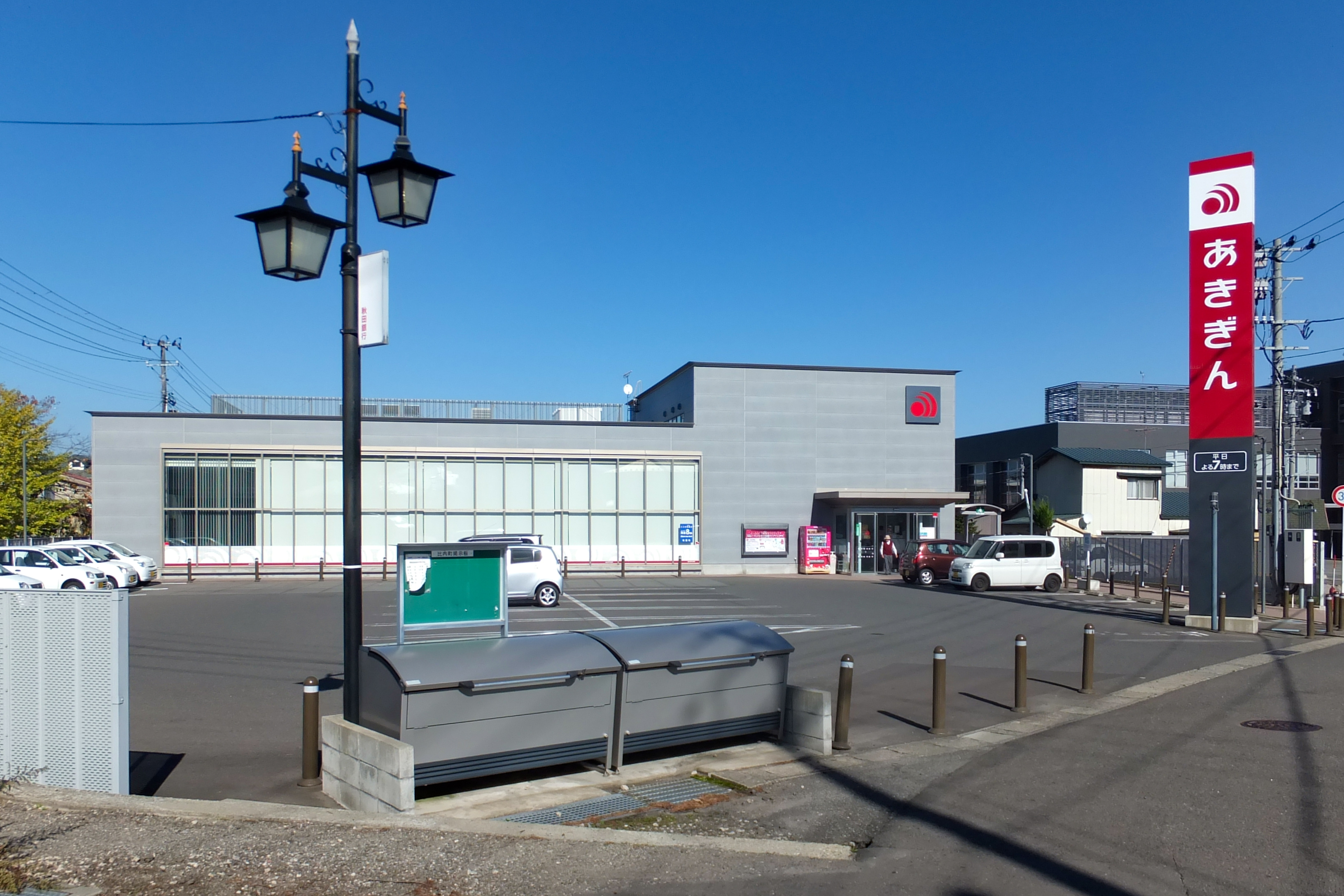
秋田銀行新屋支店
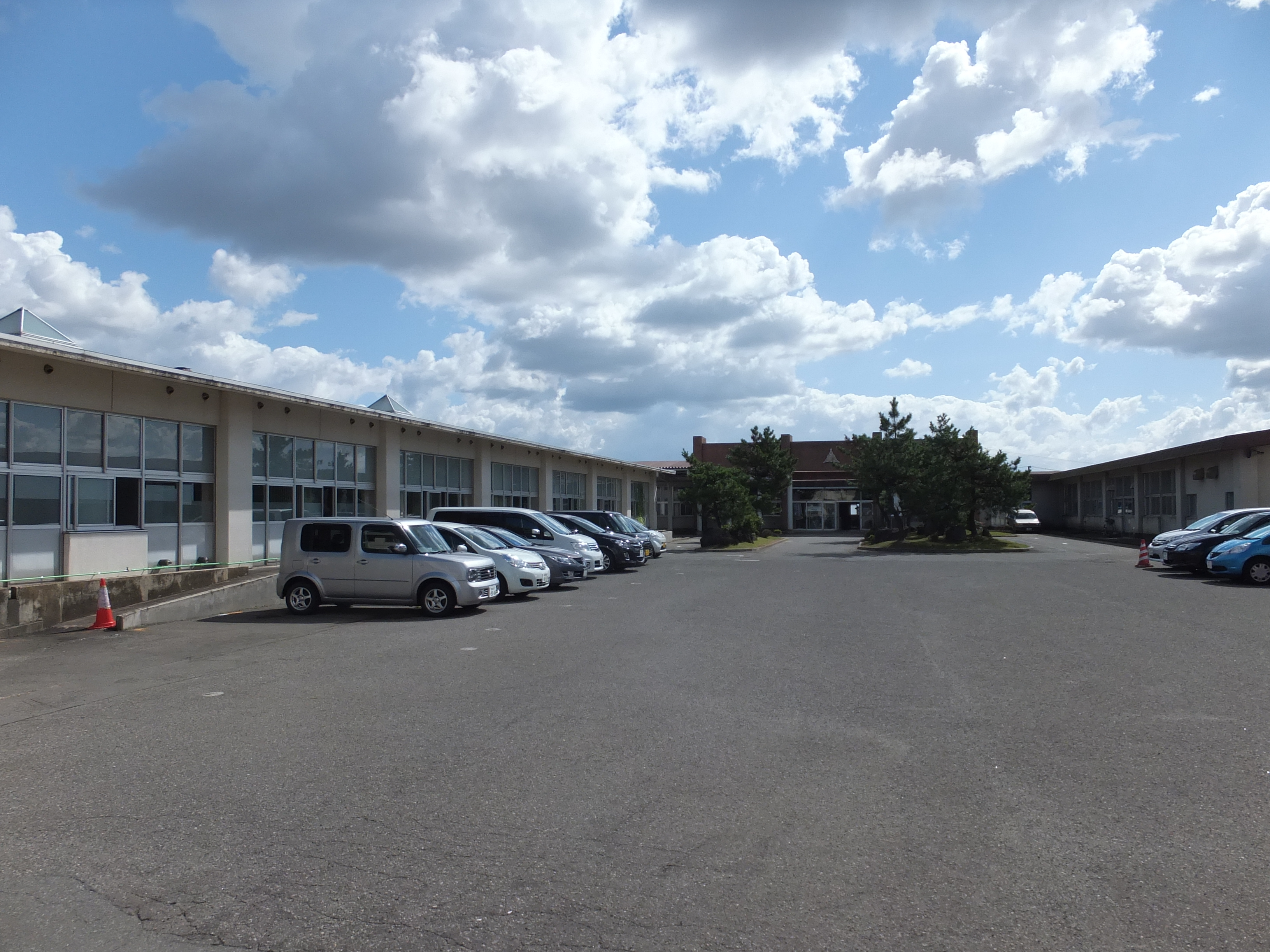
秋田県立栗田支援学校
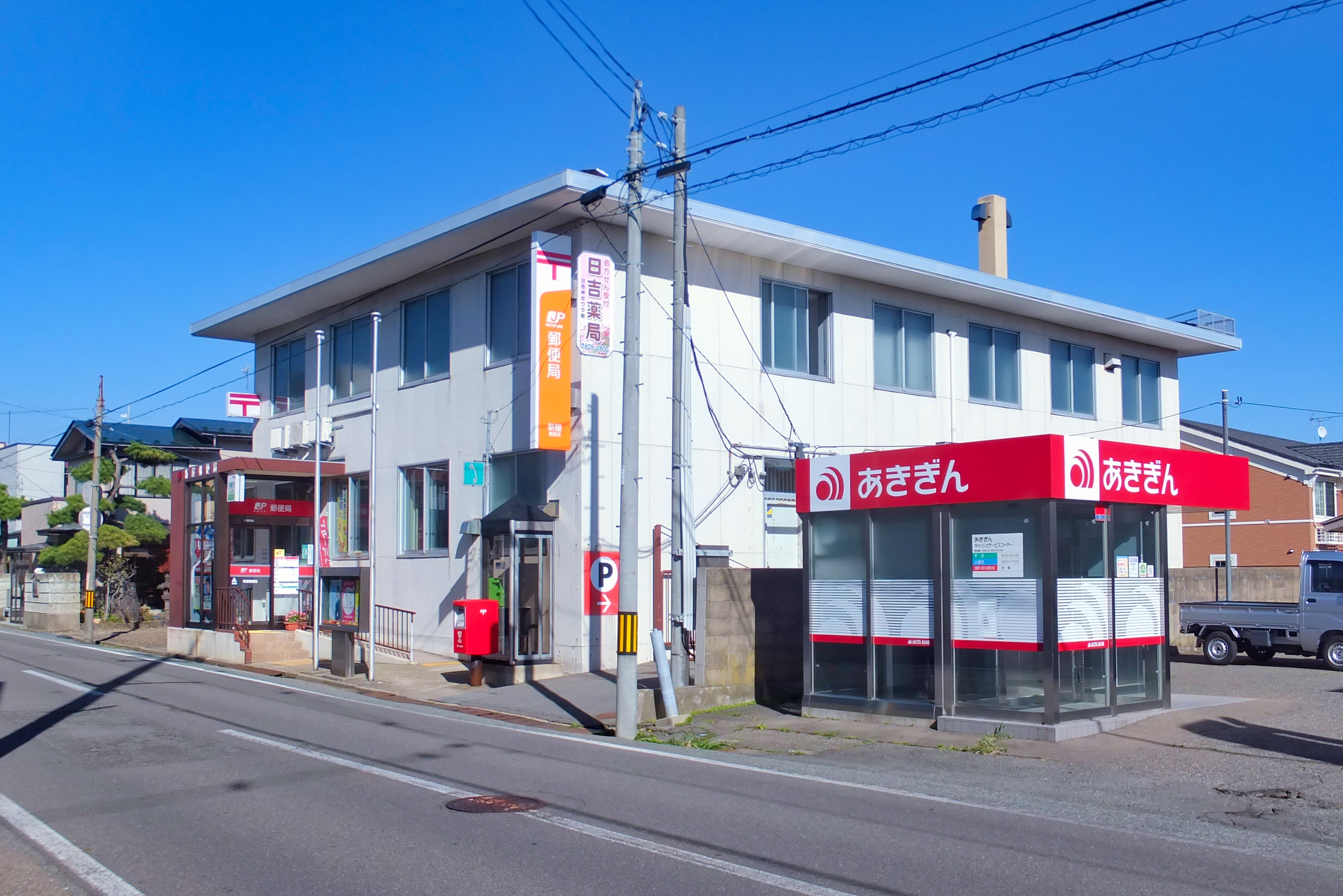
新屋郵便局
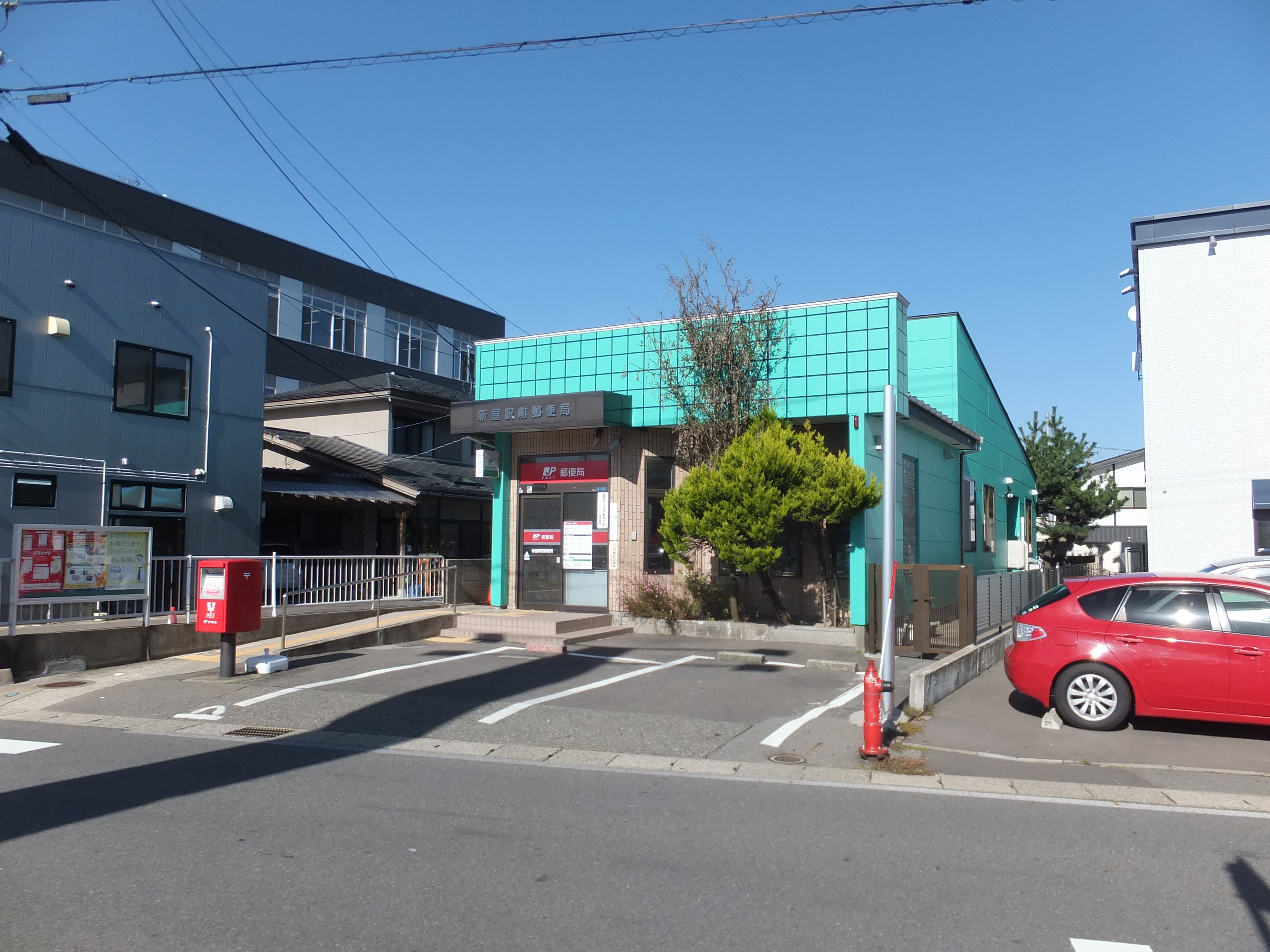
新屋駅前郵便局
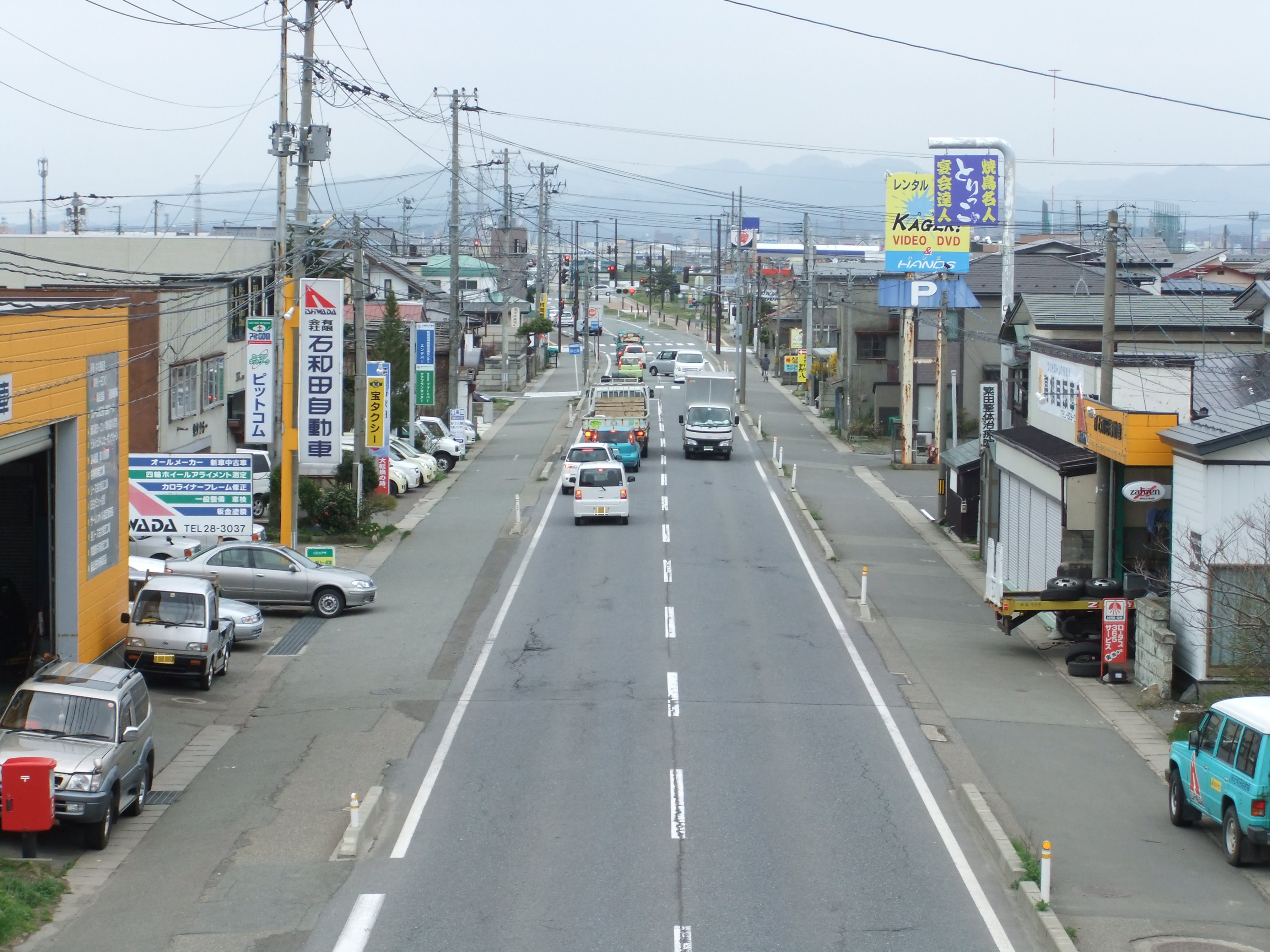
新屋大川町
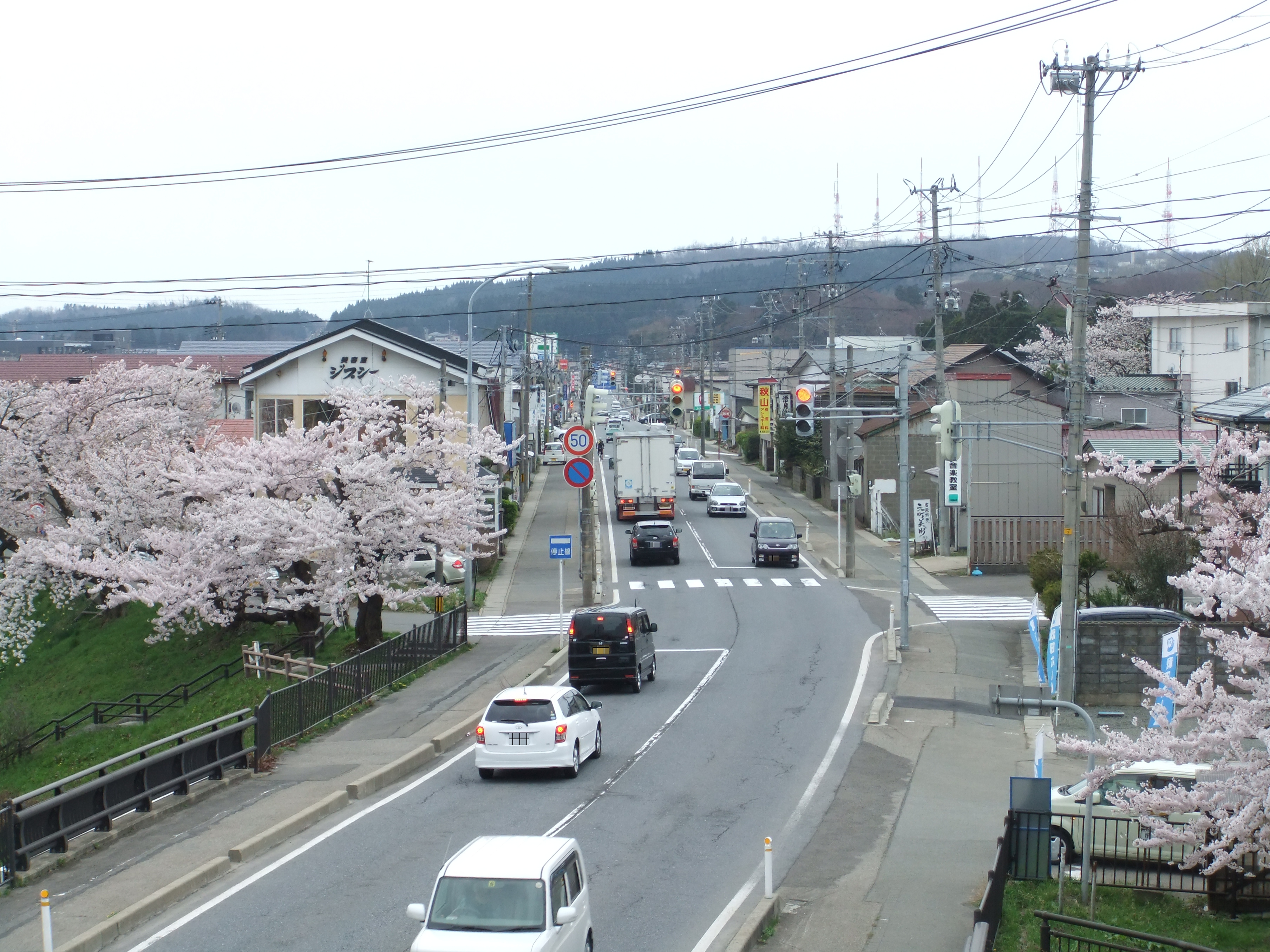
新屋大川町
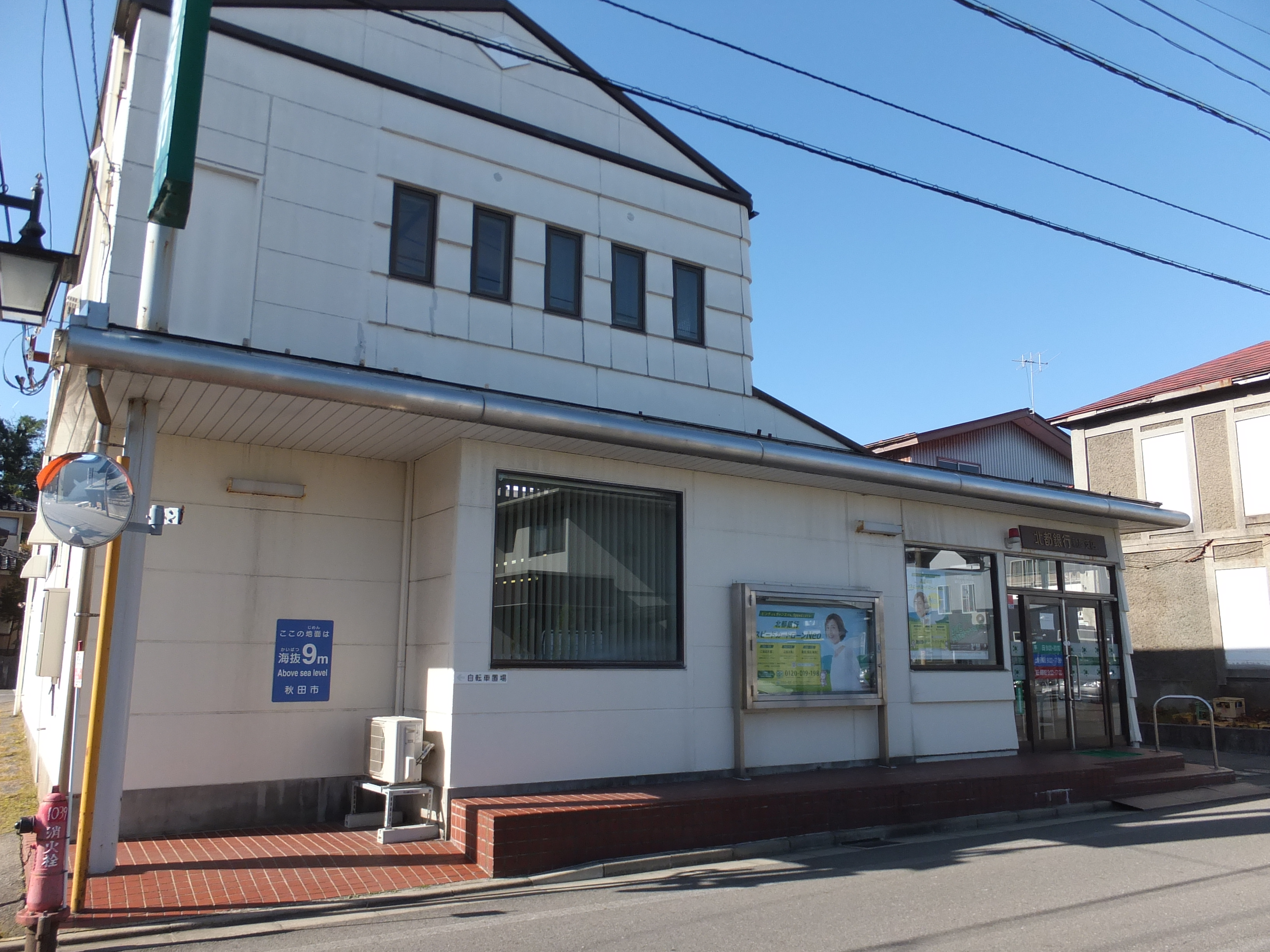
北都銀行新屋支店
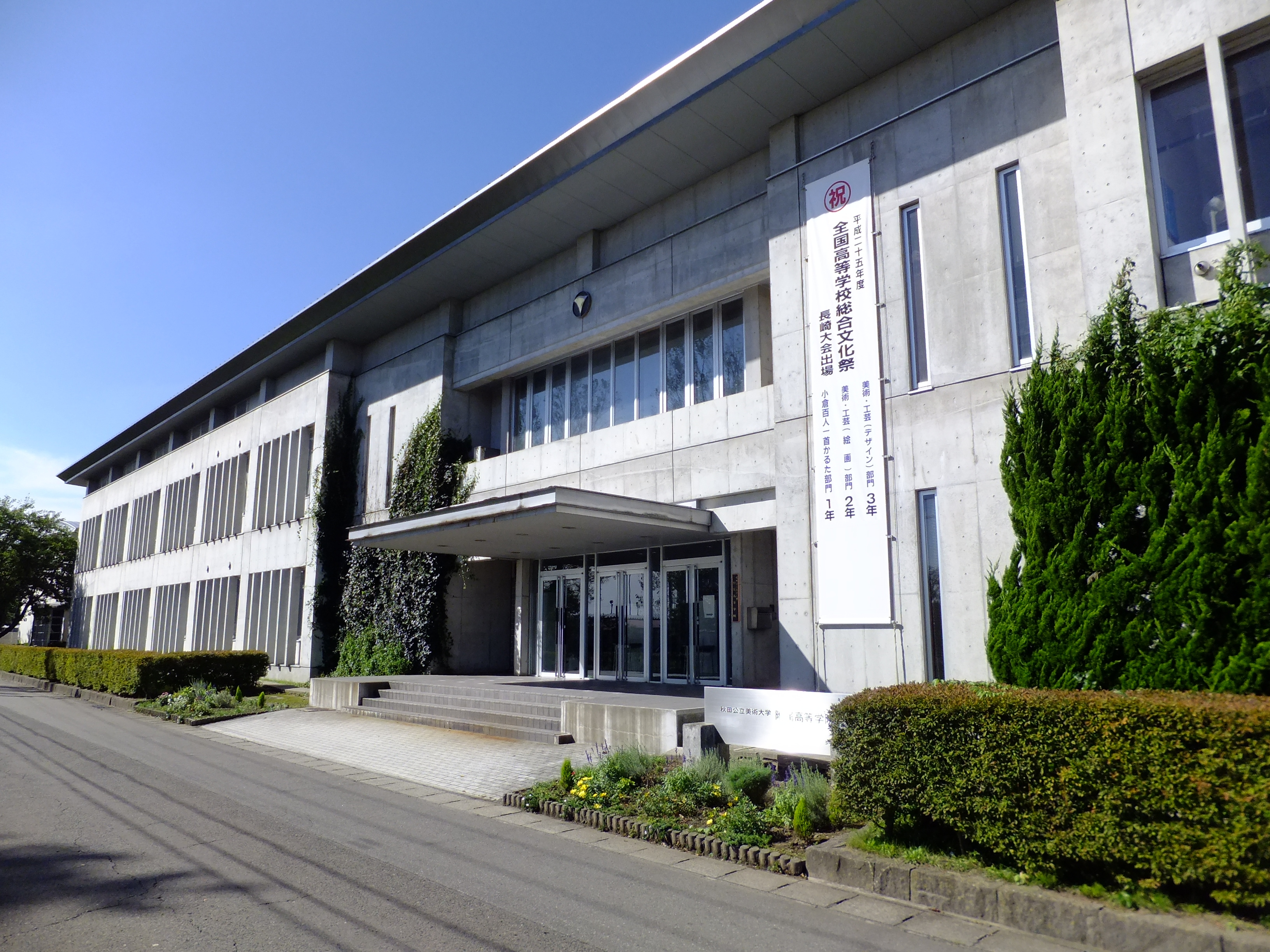
秋田公立美術大学附属高等学院
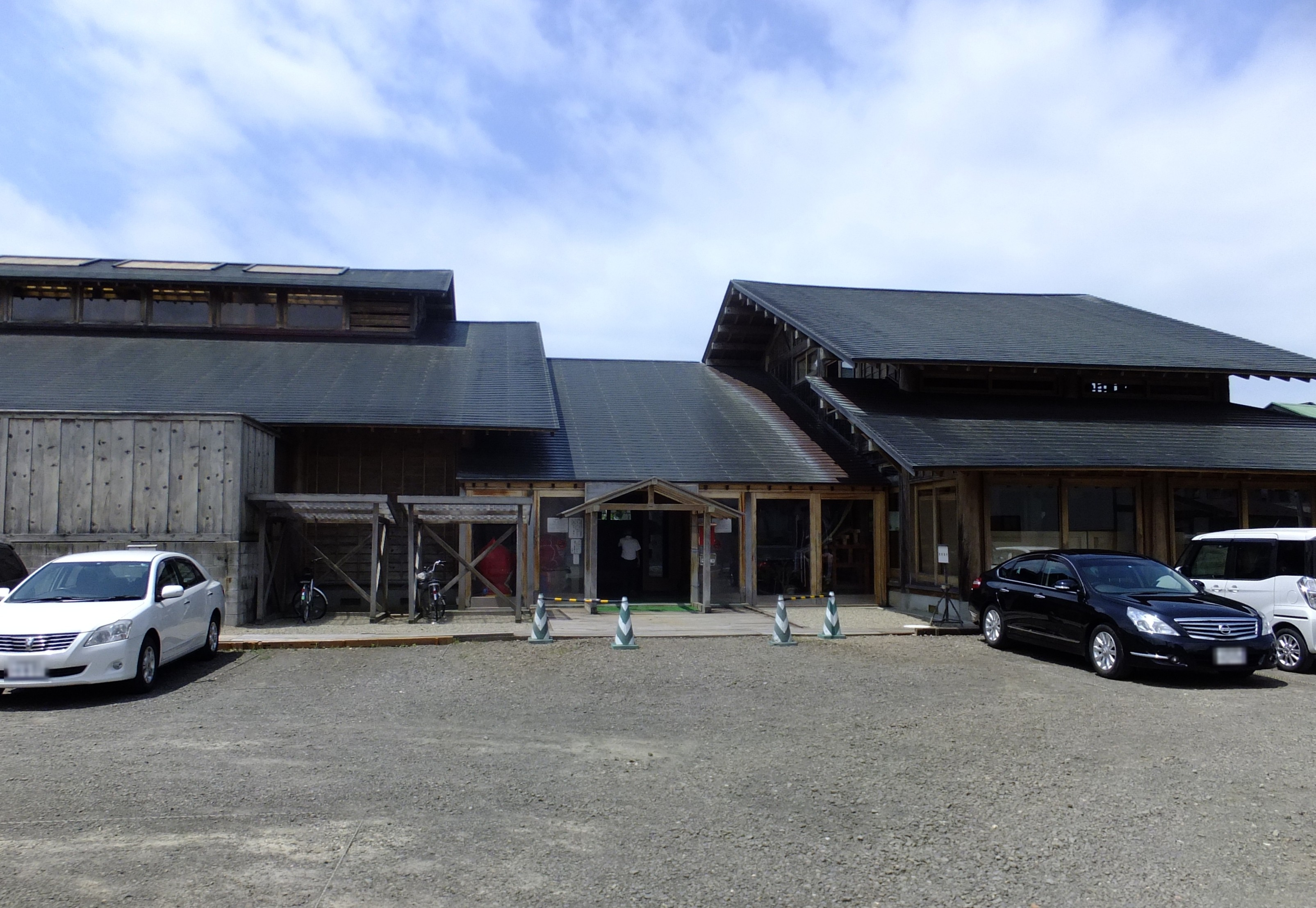
新屋温泉
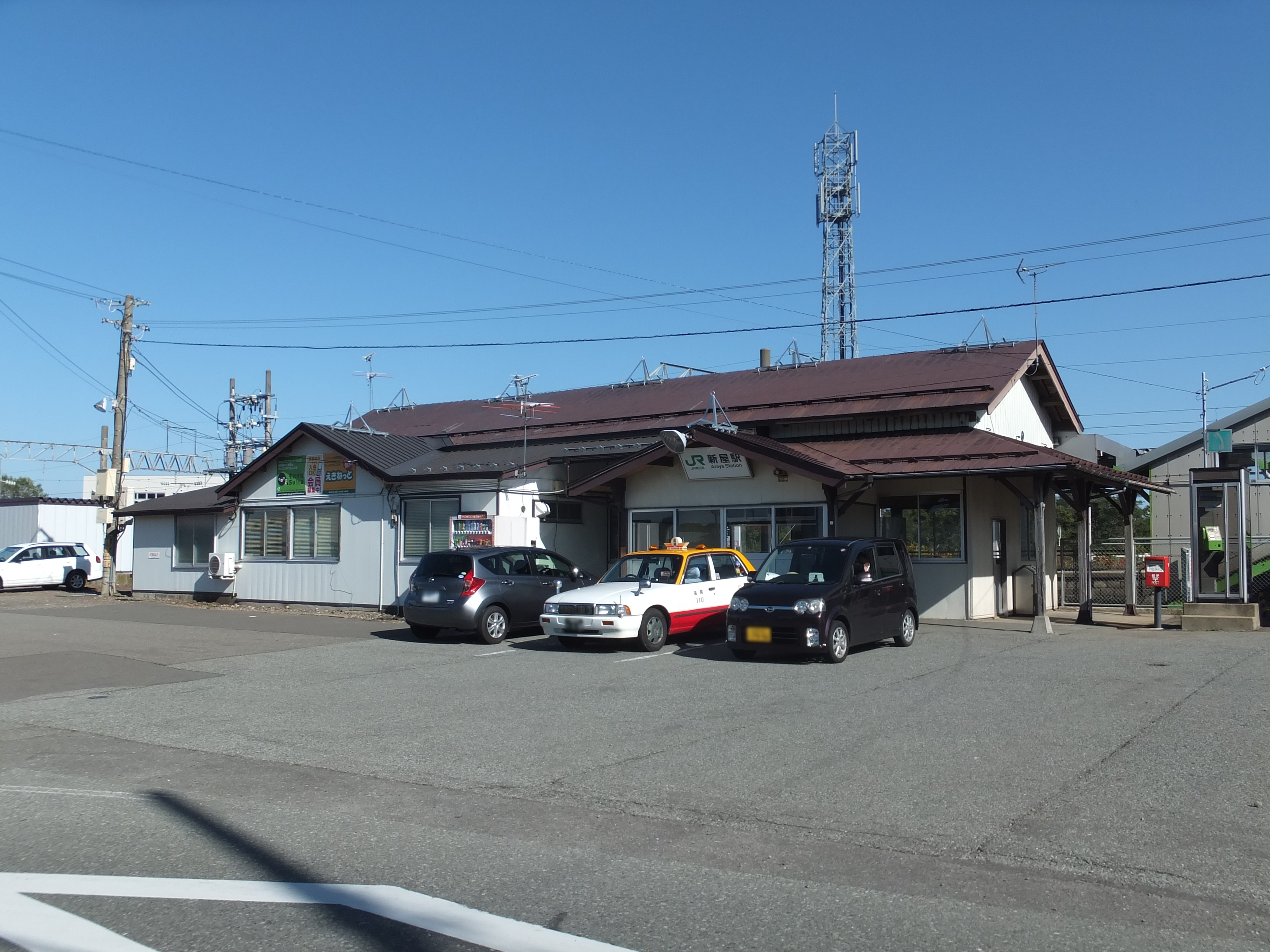
新屋駅
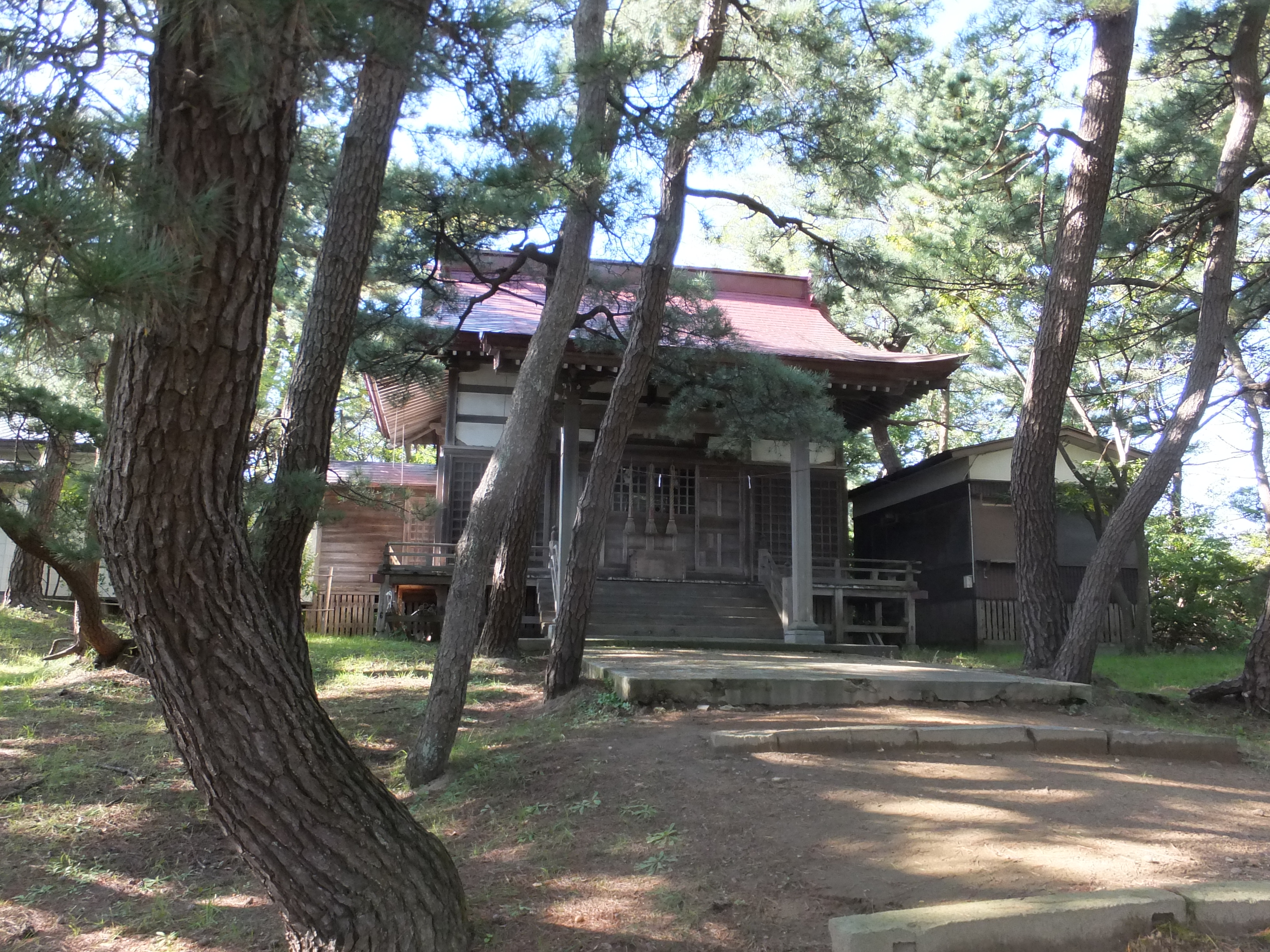
栗田神社
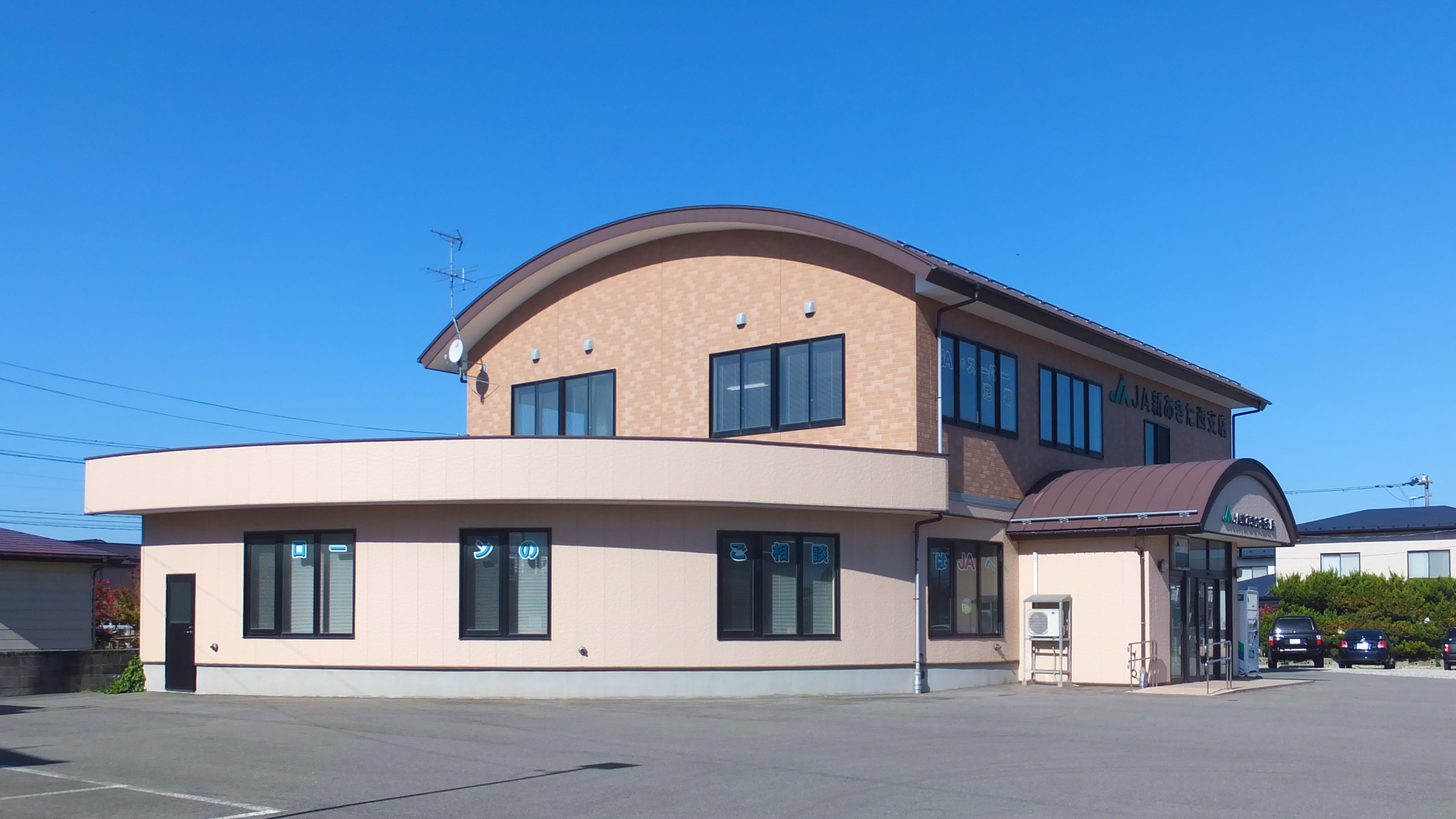
旧・新あきた農業協同組合西支店（現在は、秋田なまはげ農業協同組合新屋駅前支店）
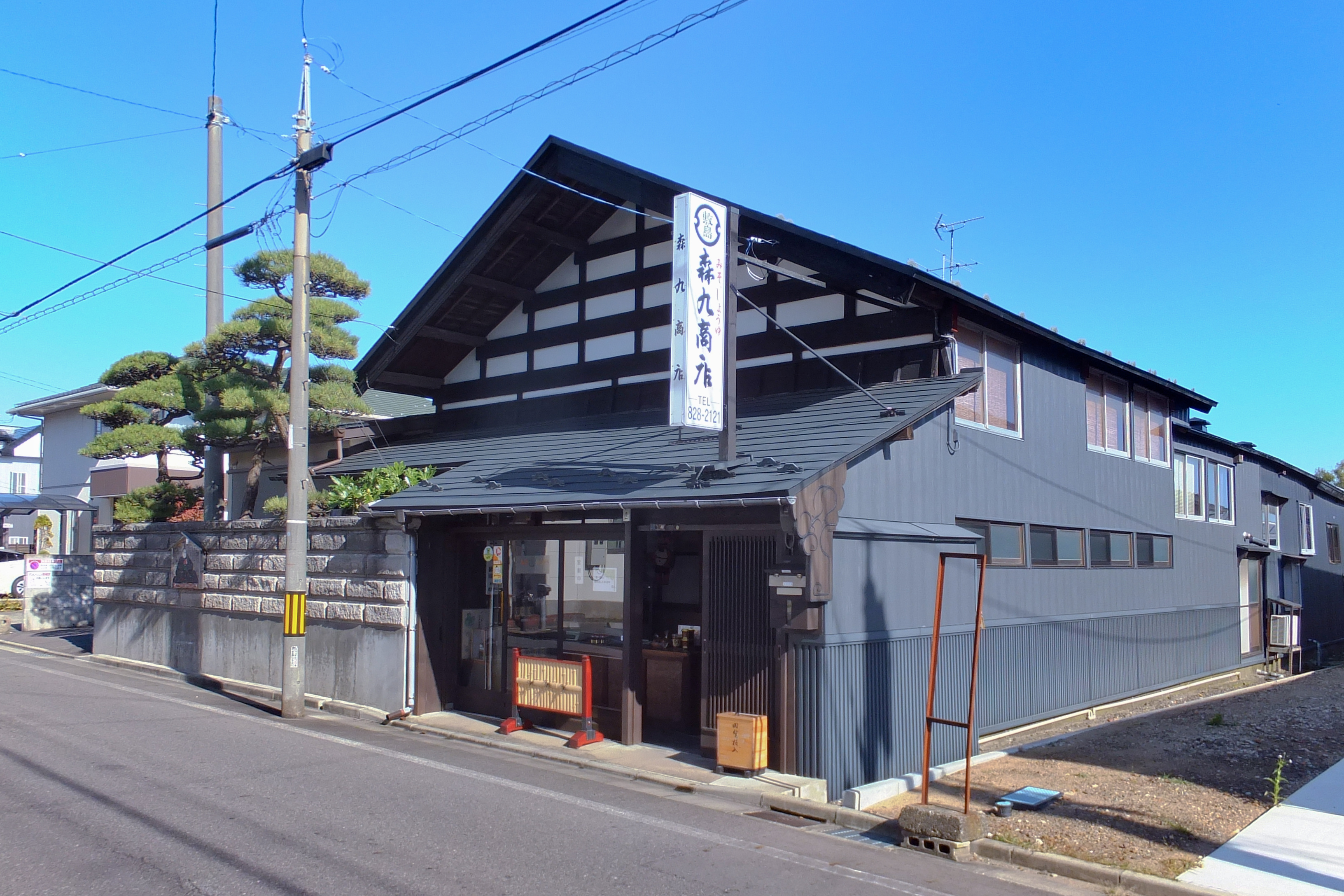
旧森九商店
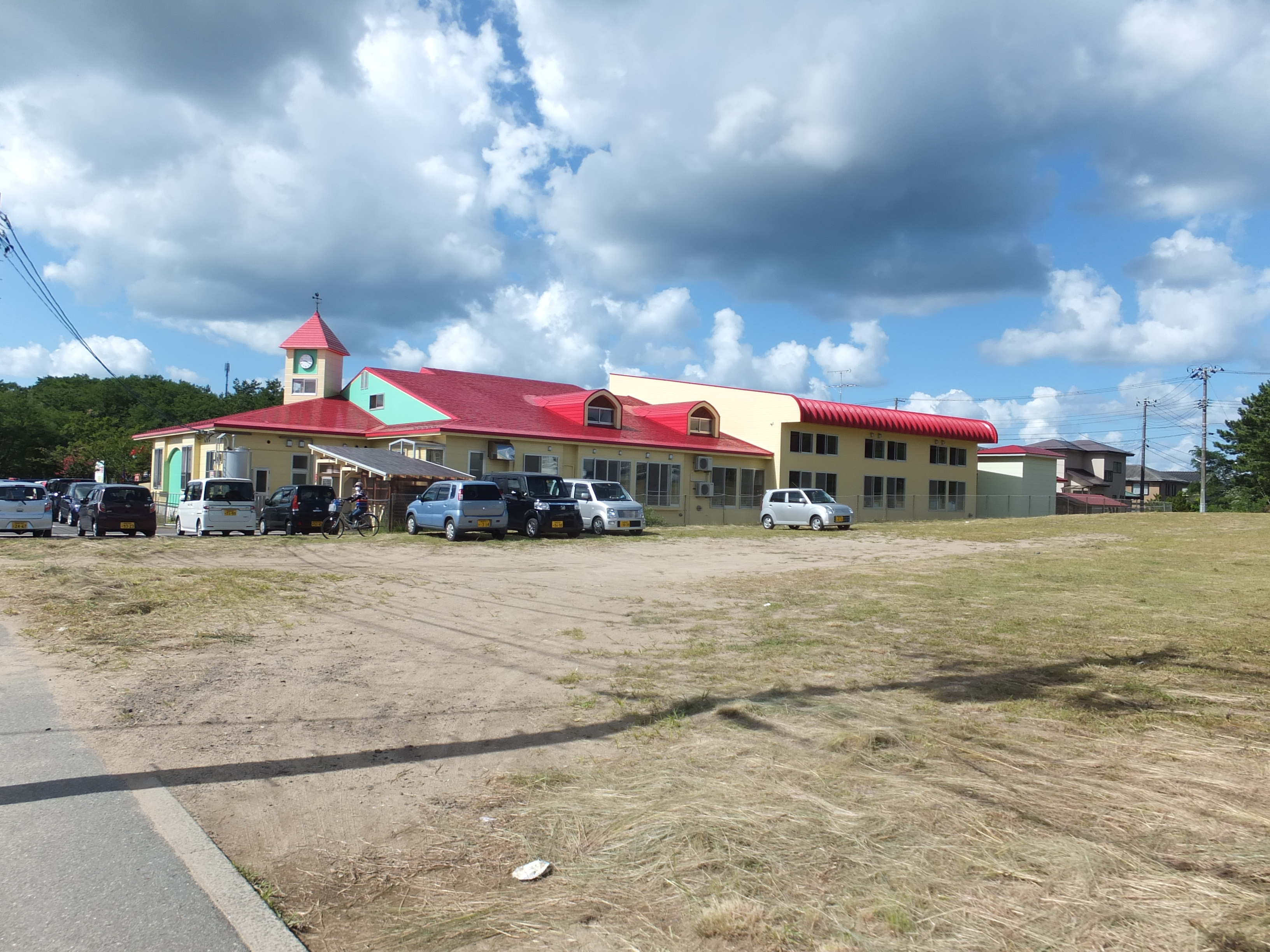
日新保育園
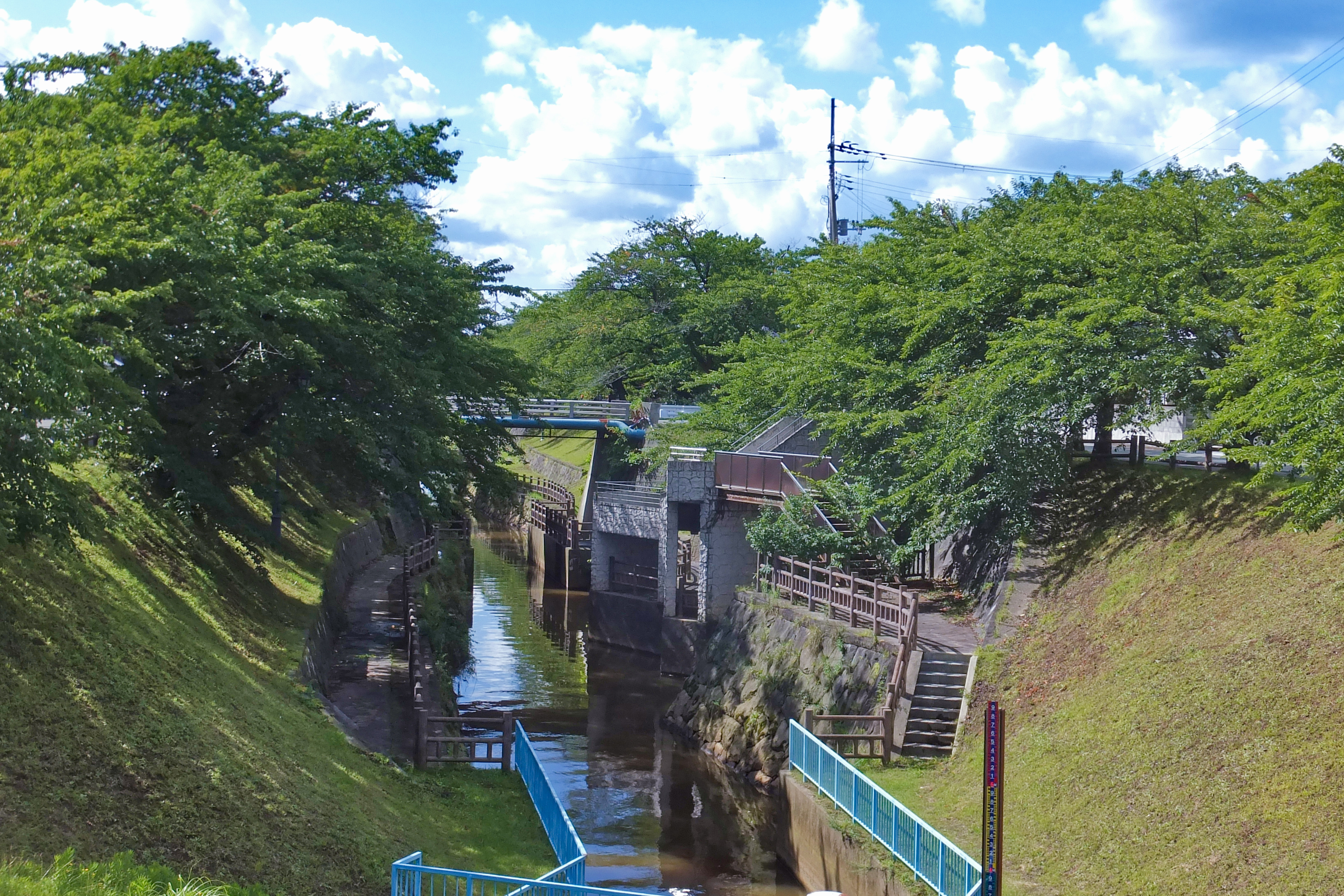
大川端帯状近隣公園
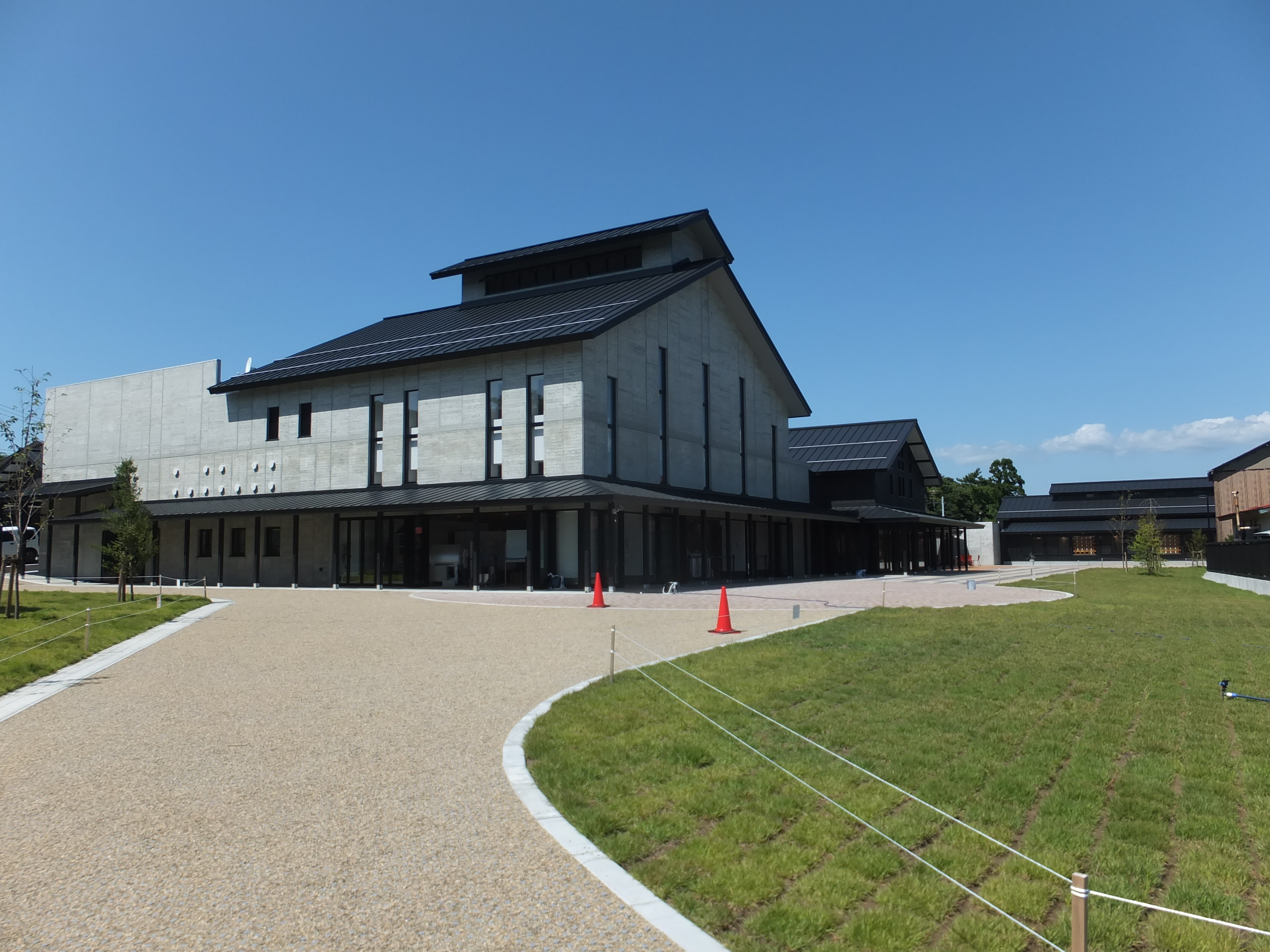
新屋ガラス工房

### 勝平

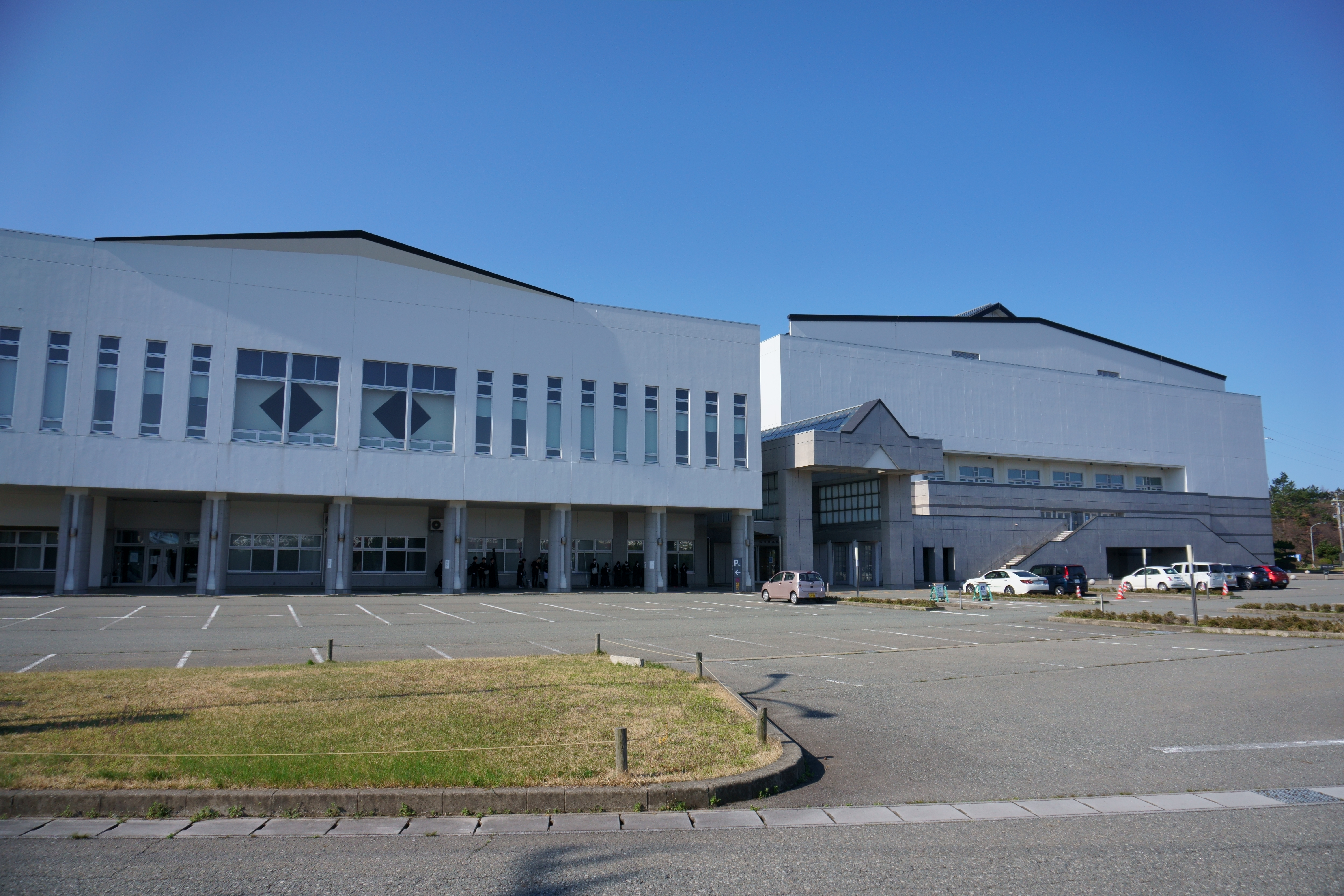
秋田県立武道館
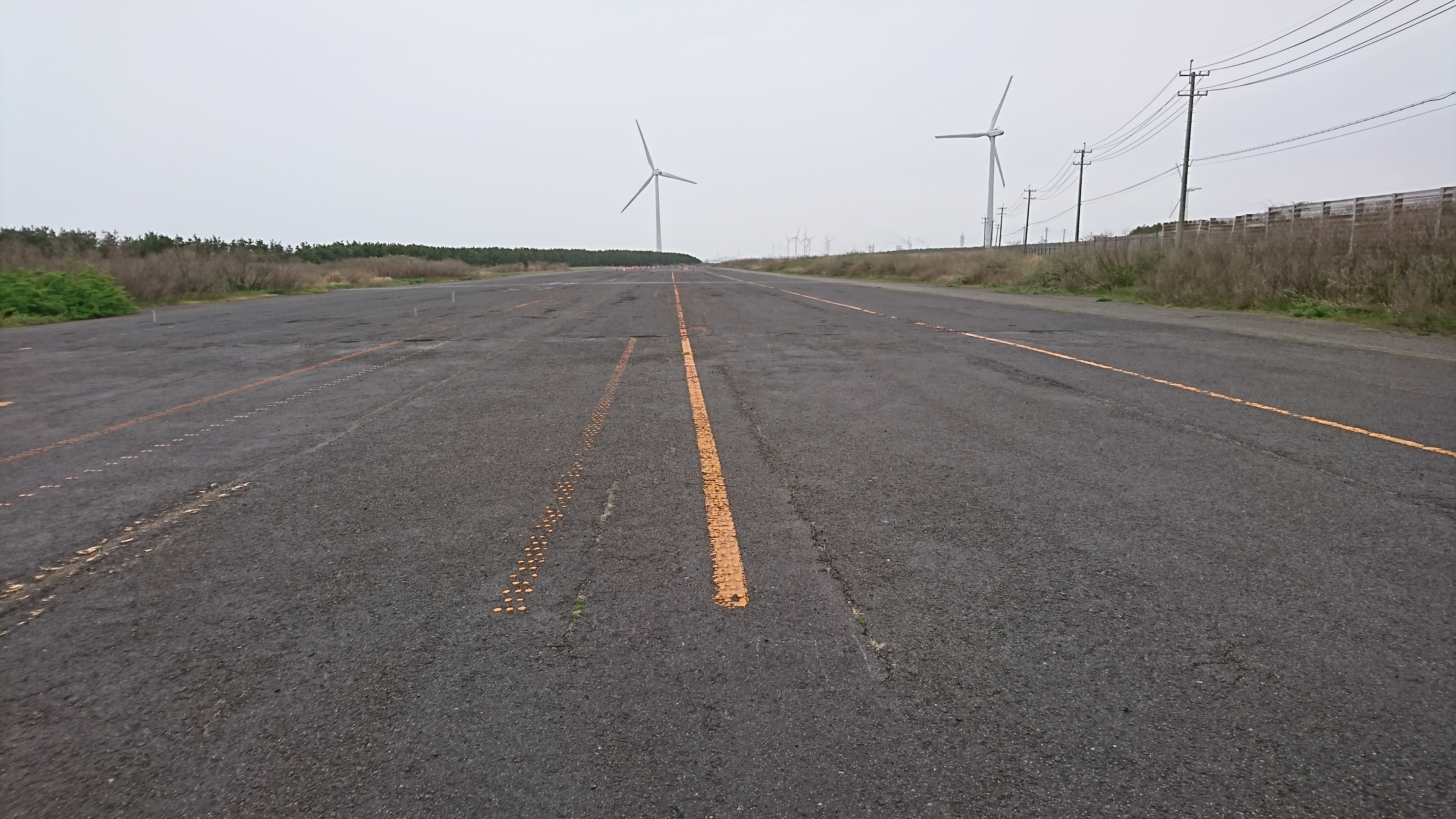
旧秋田空港滑走路跡
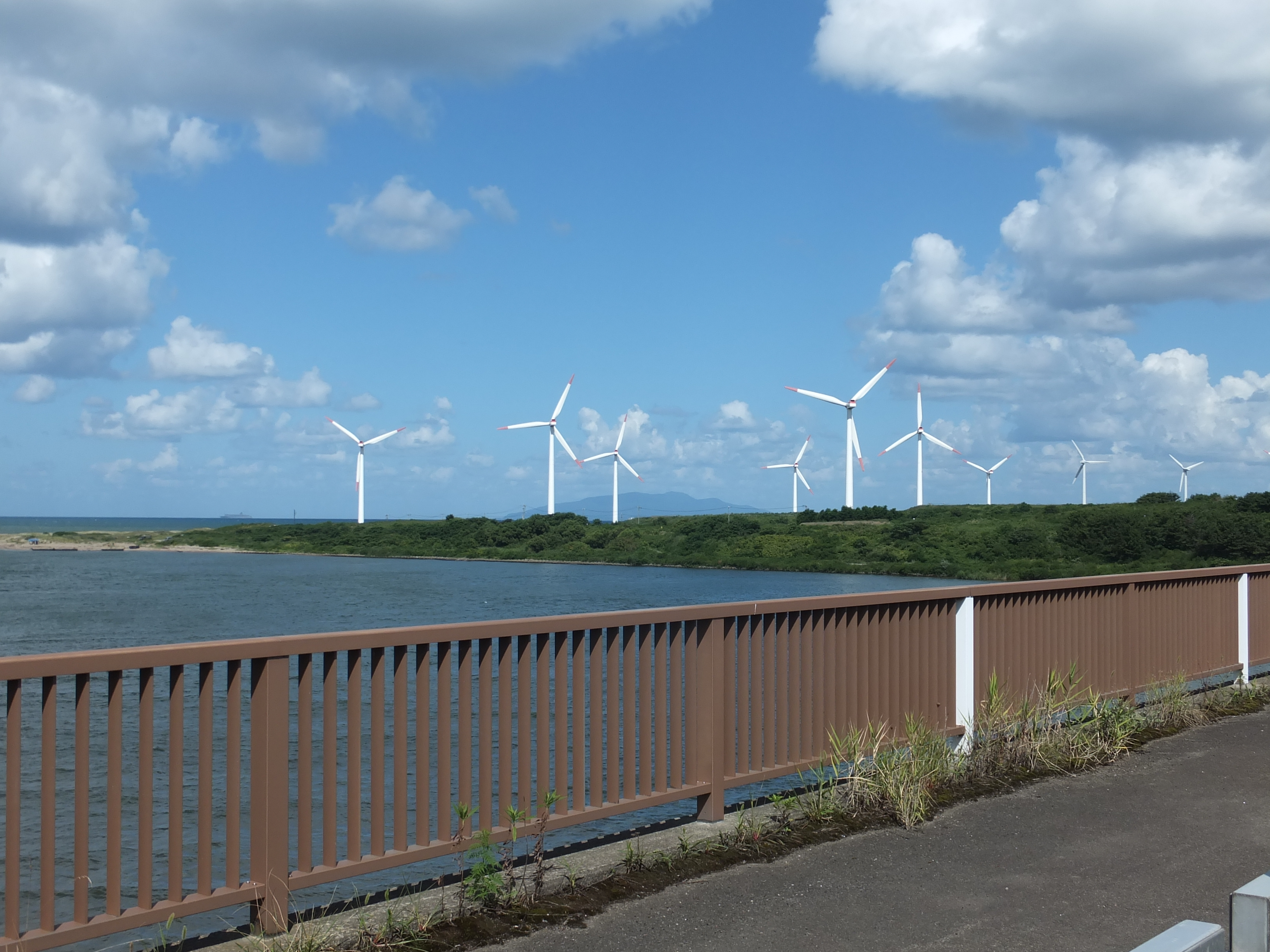
秋田新屋ウィンドファーム（雄物大橋から）
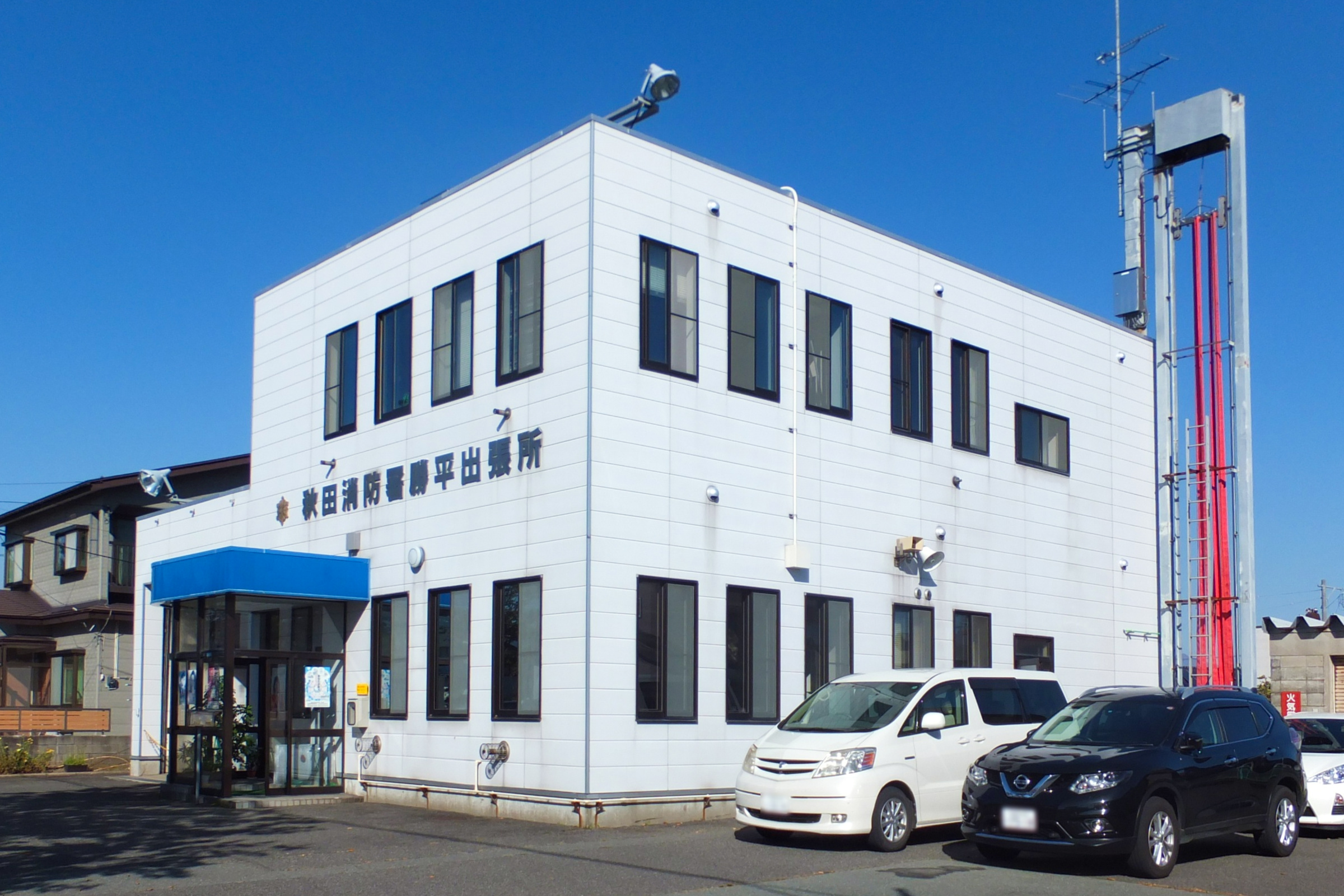
秋田消防署勝平出張所
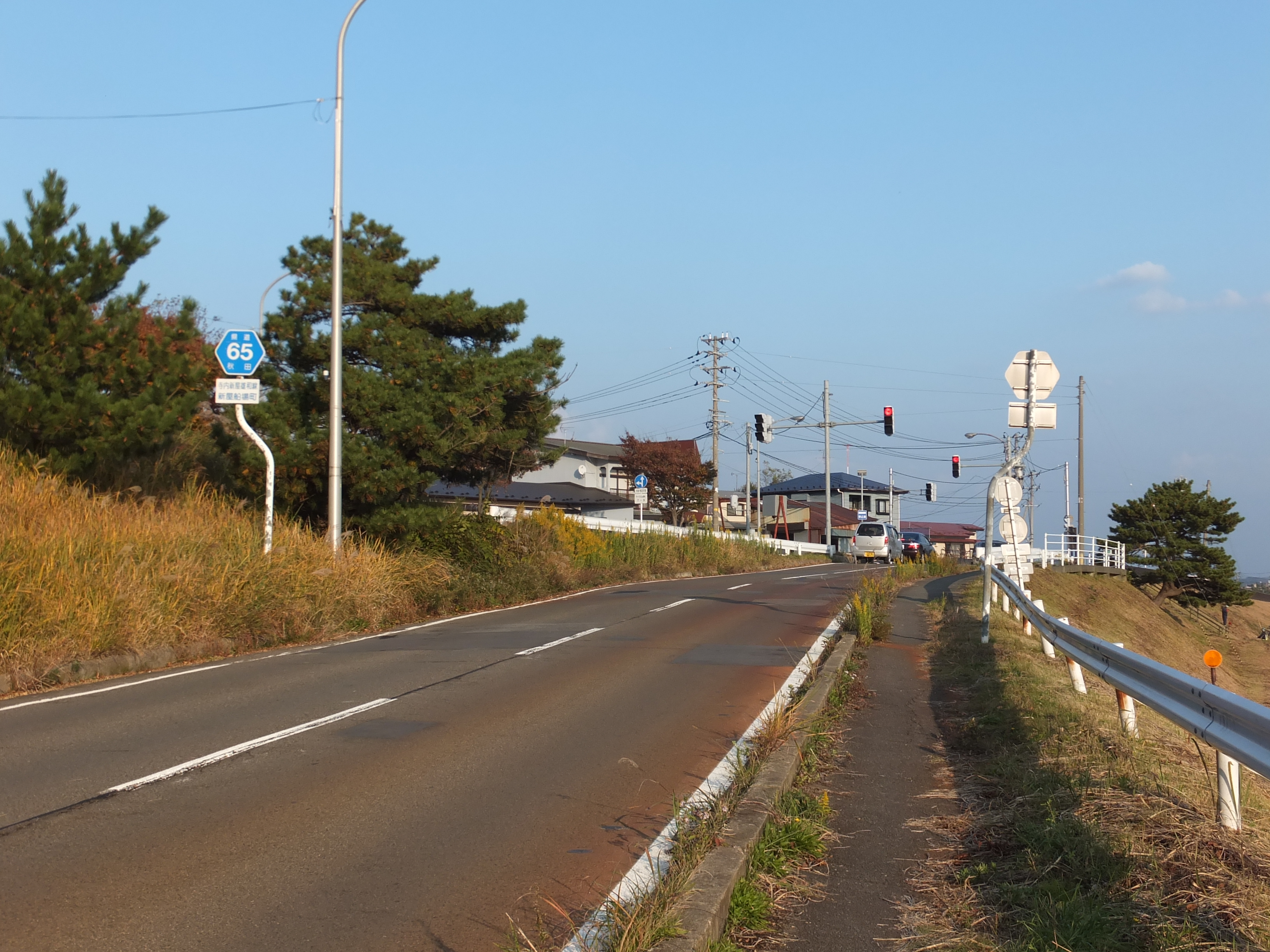
新屋船場町
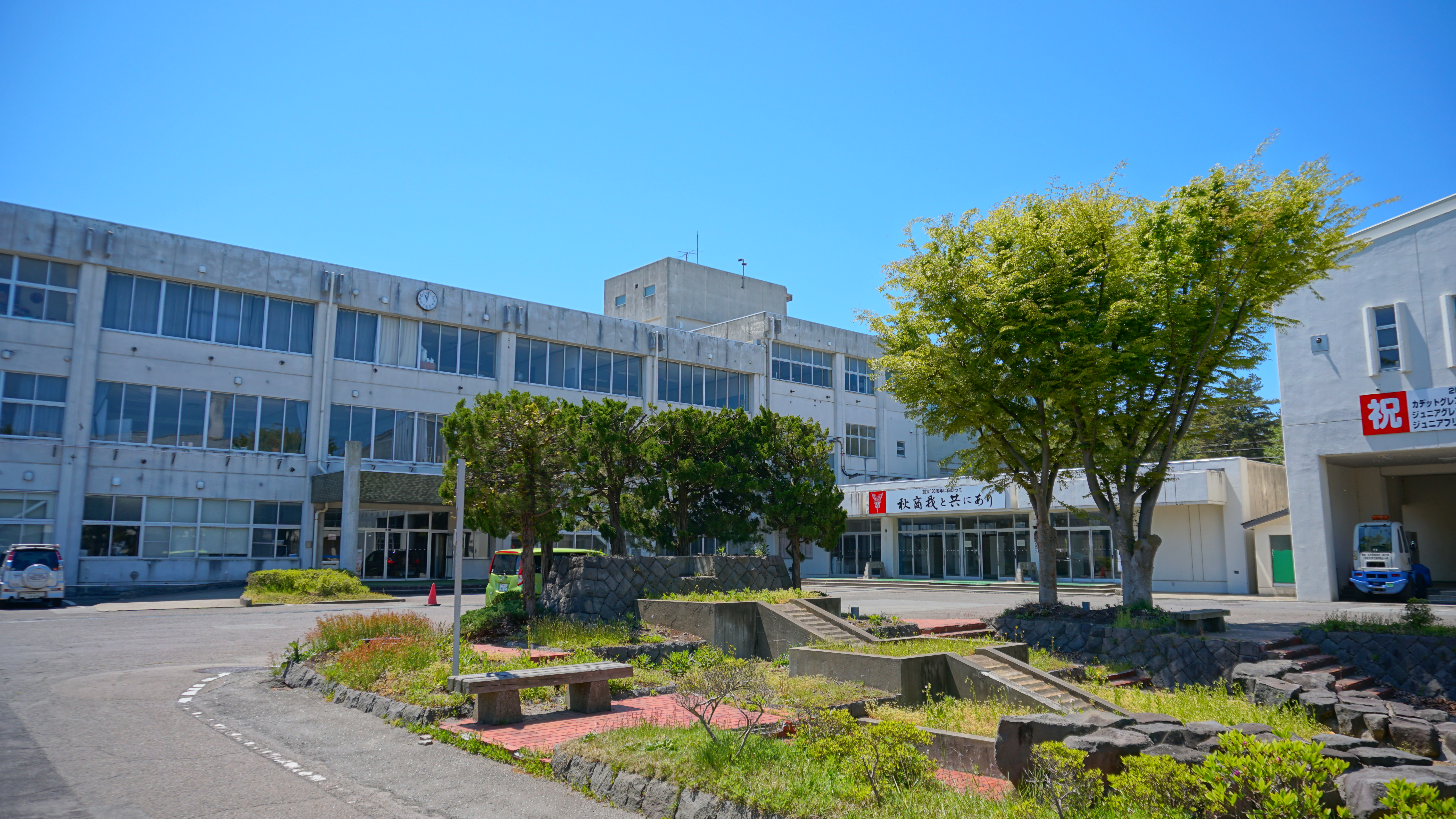
秋田市立秋田商業高等学校
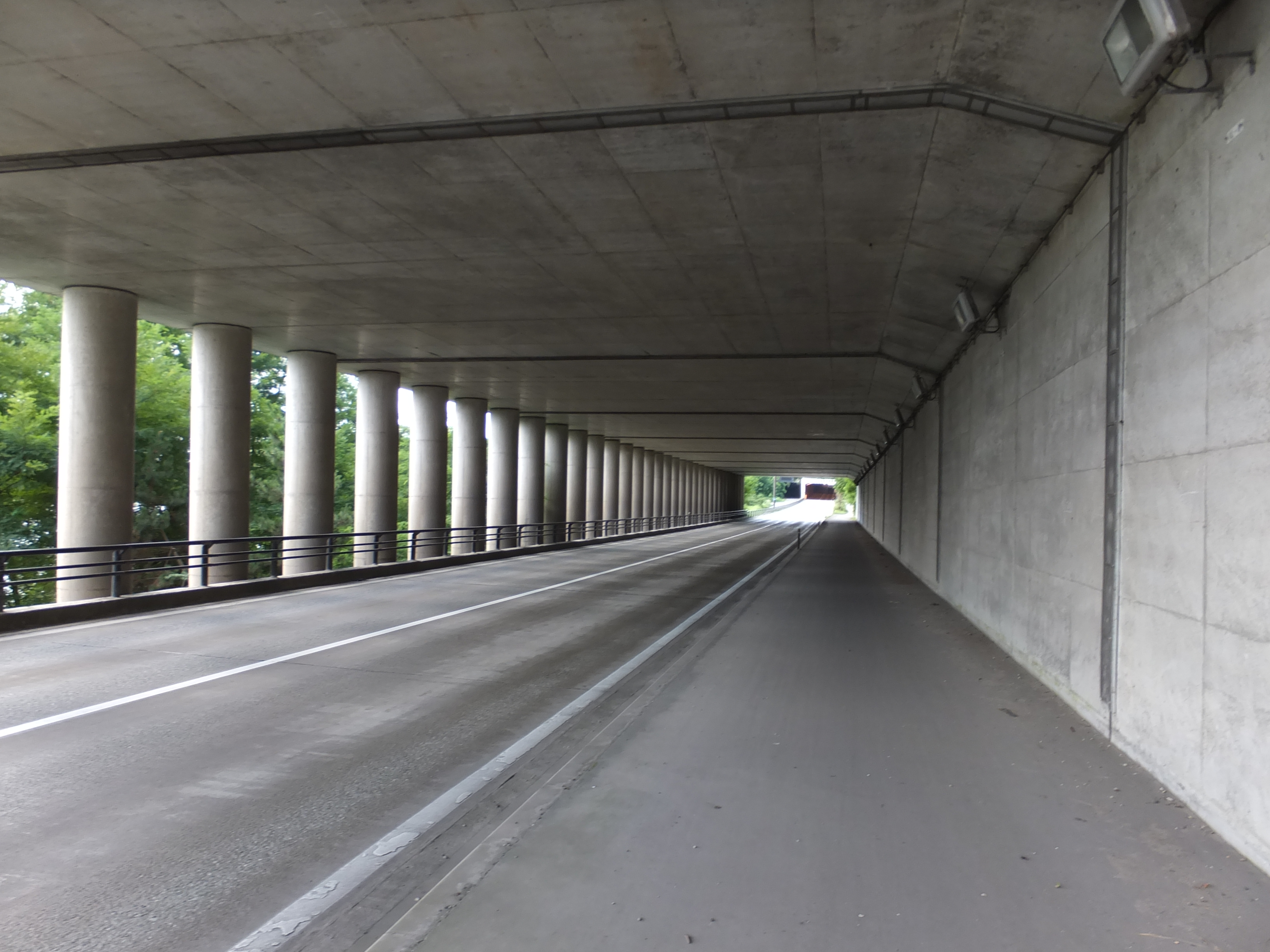
秋田南バイパス
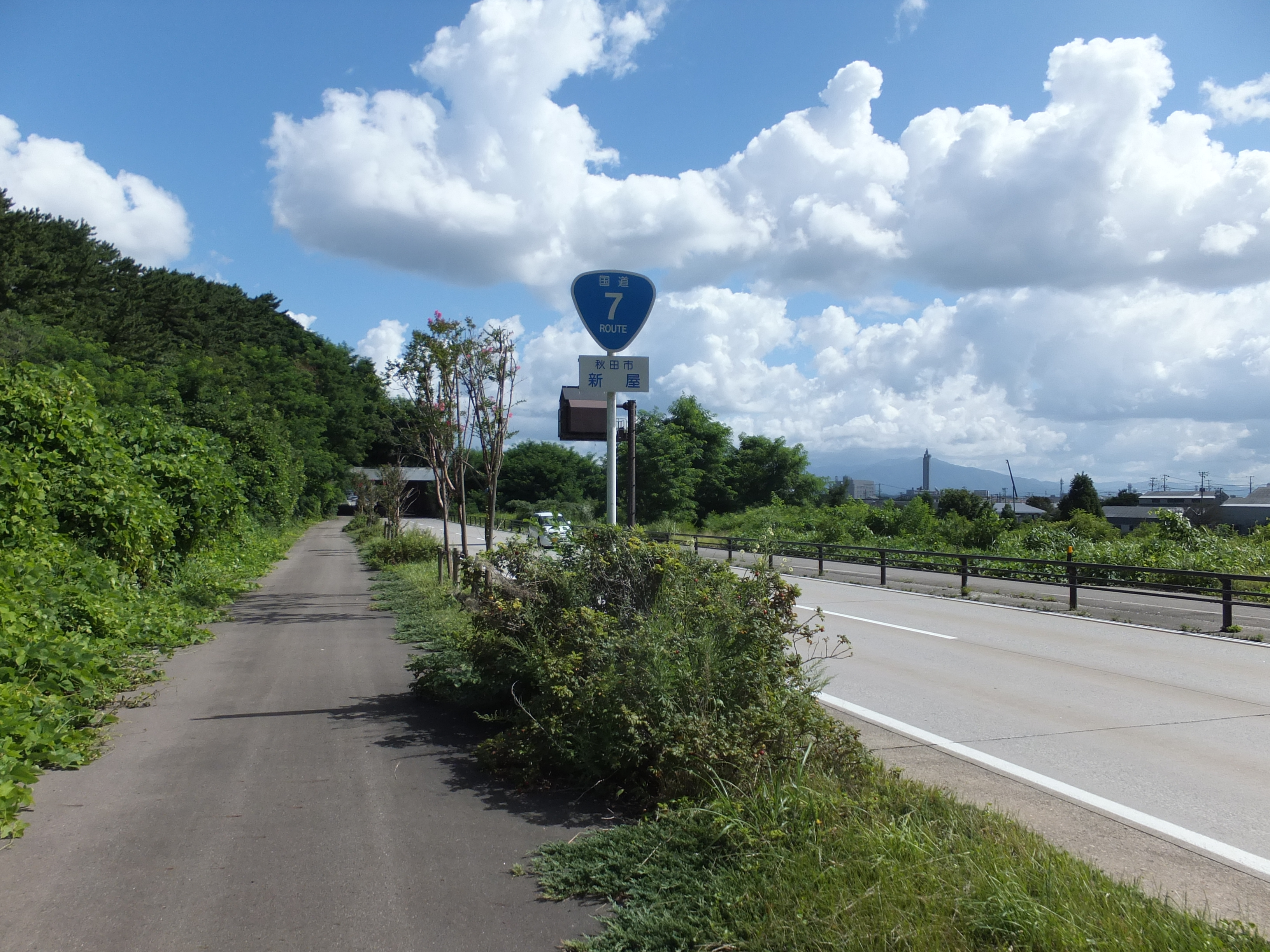
秋田南バイパス
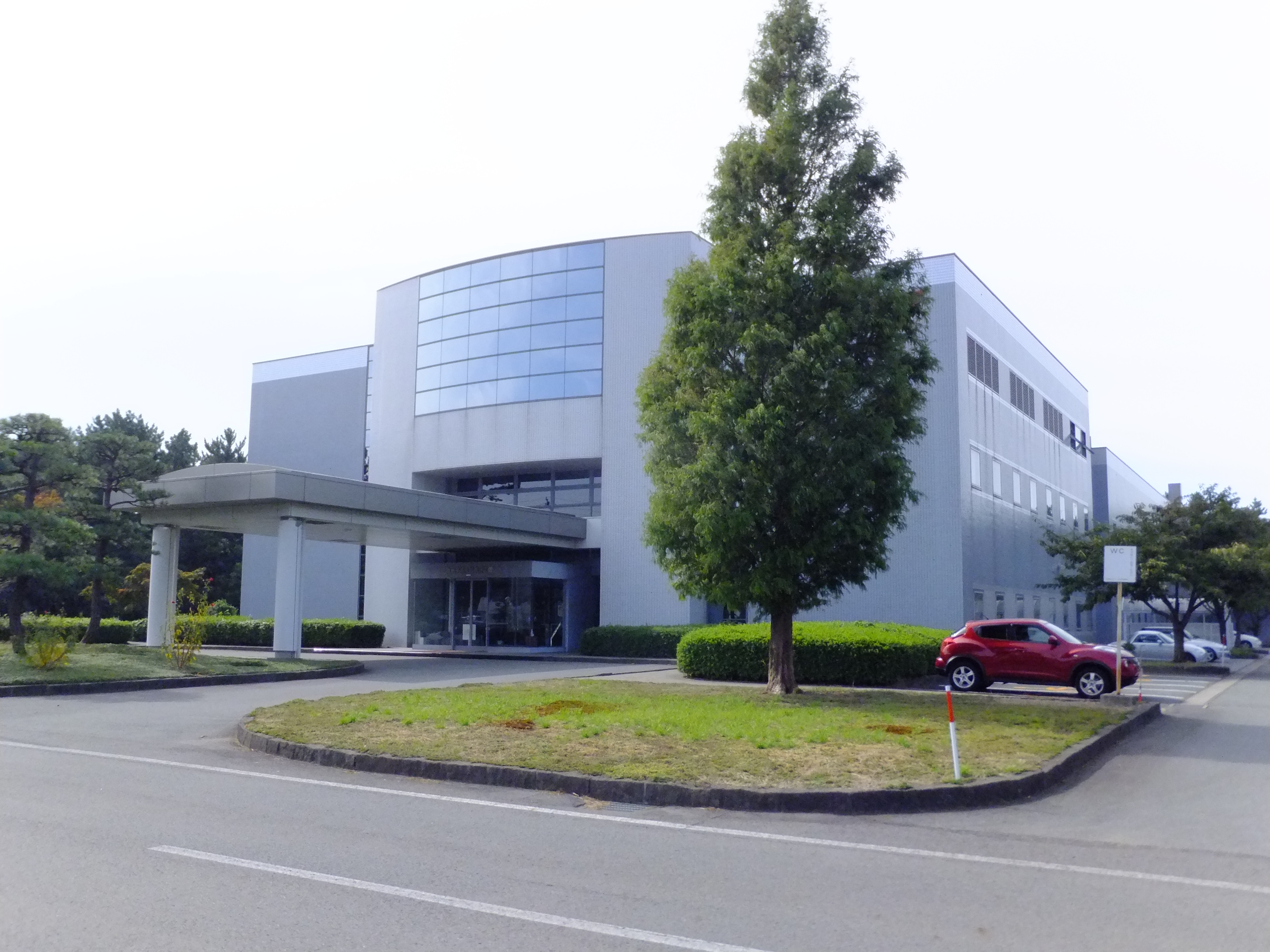
秋田県産業技術センター　高度技術研究館
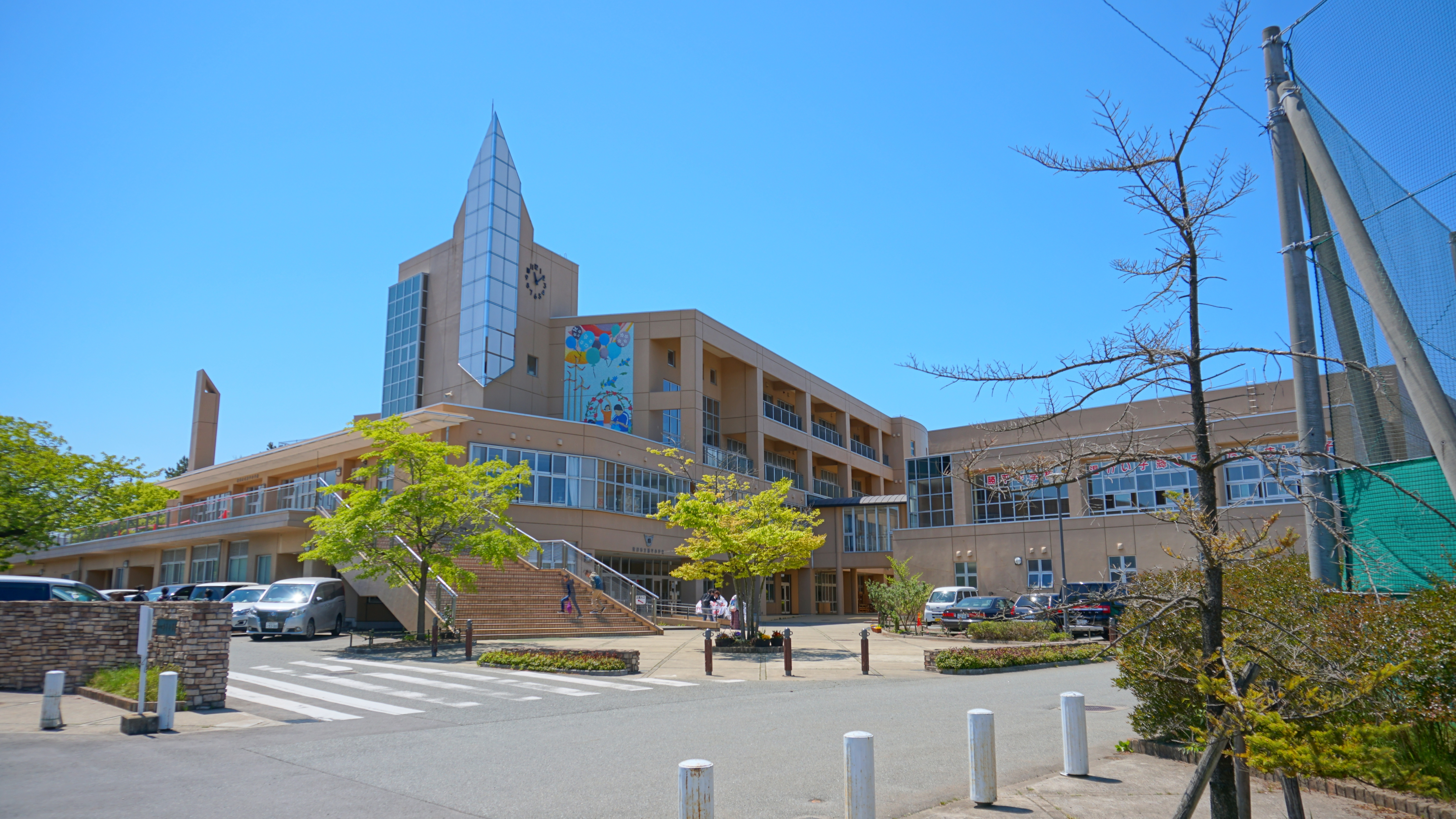
秋田市立勝平小学校
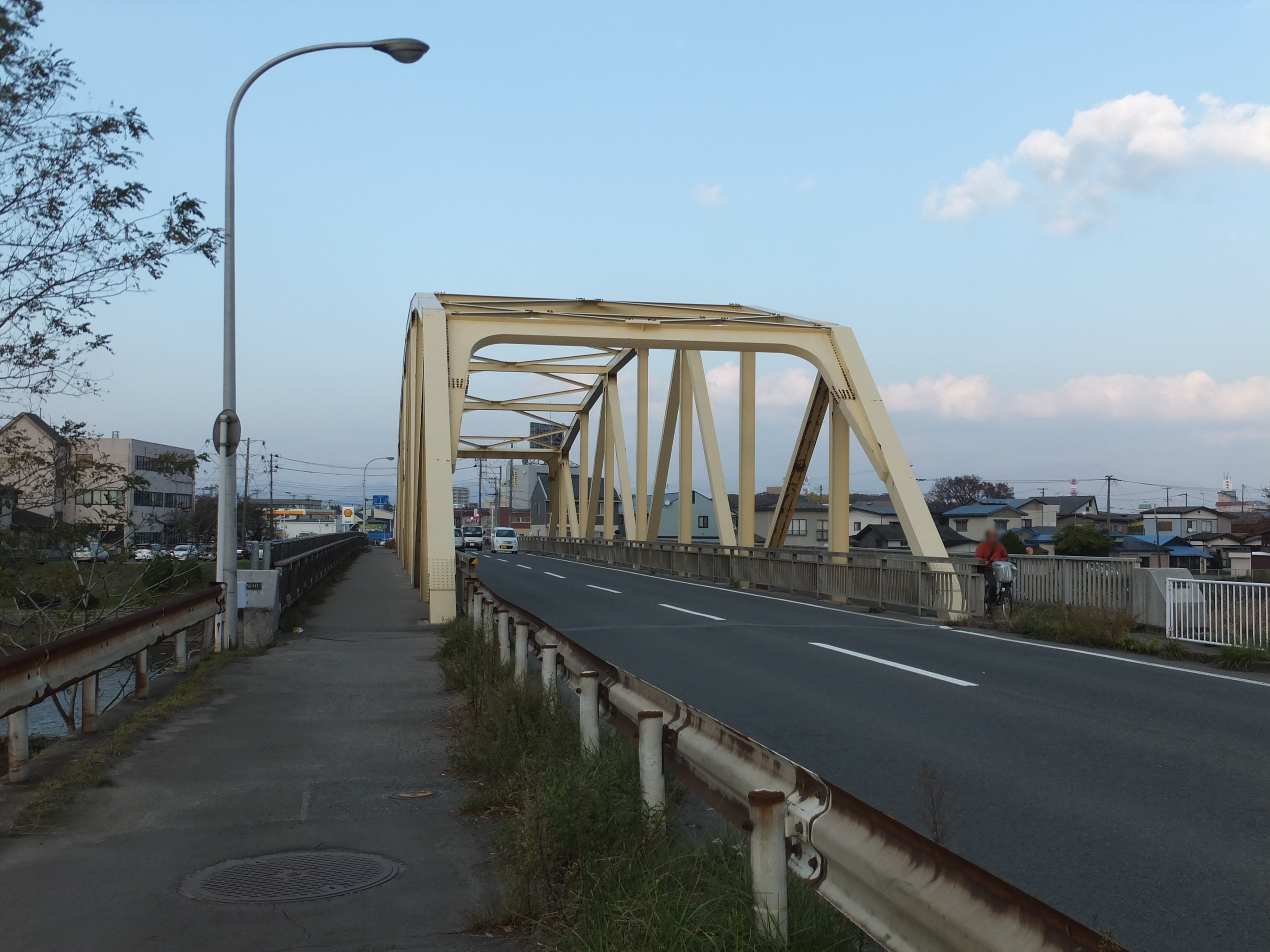
旧・新川橋（解体済）
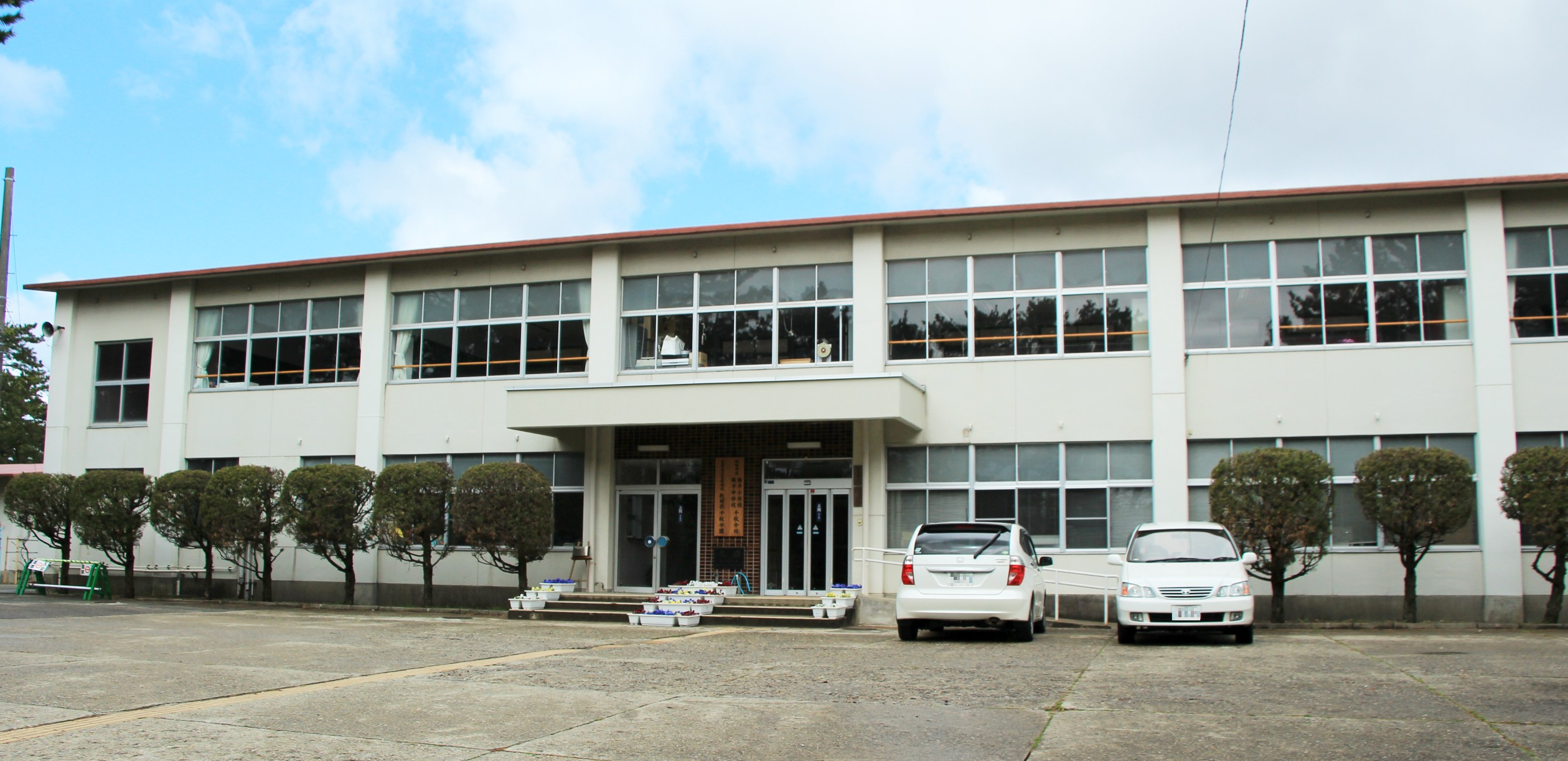
秋田県千秋学園
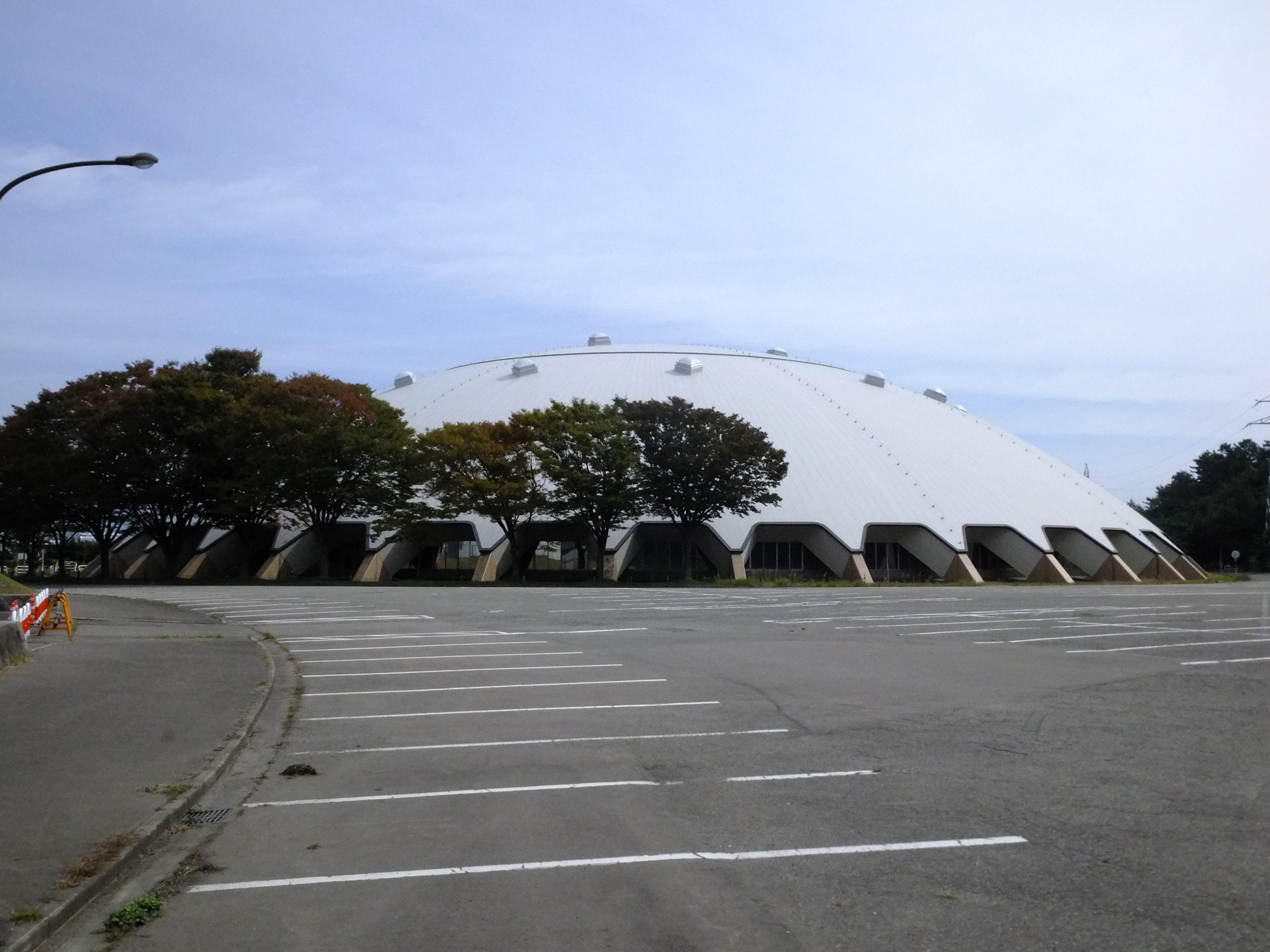
秋田県立スケート場
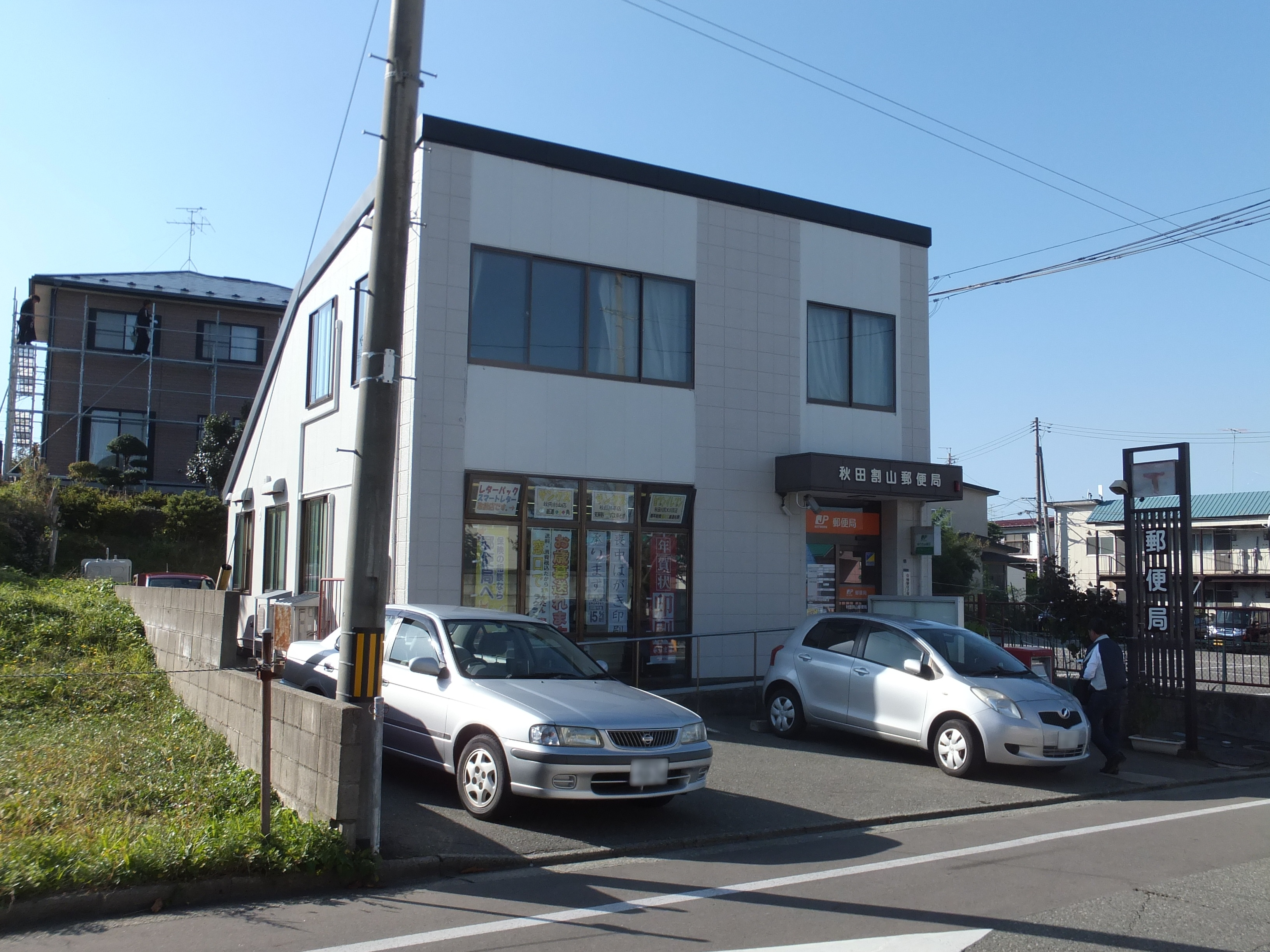
秋田割山郵便局
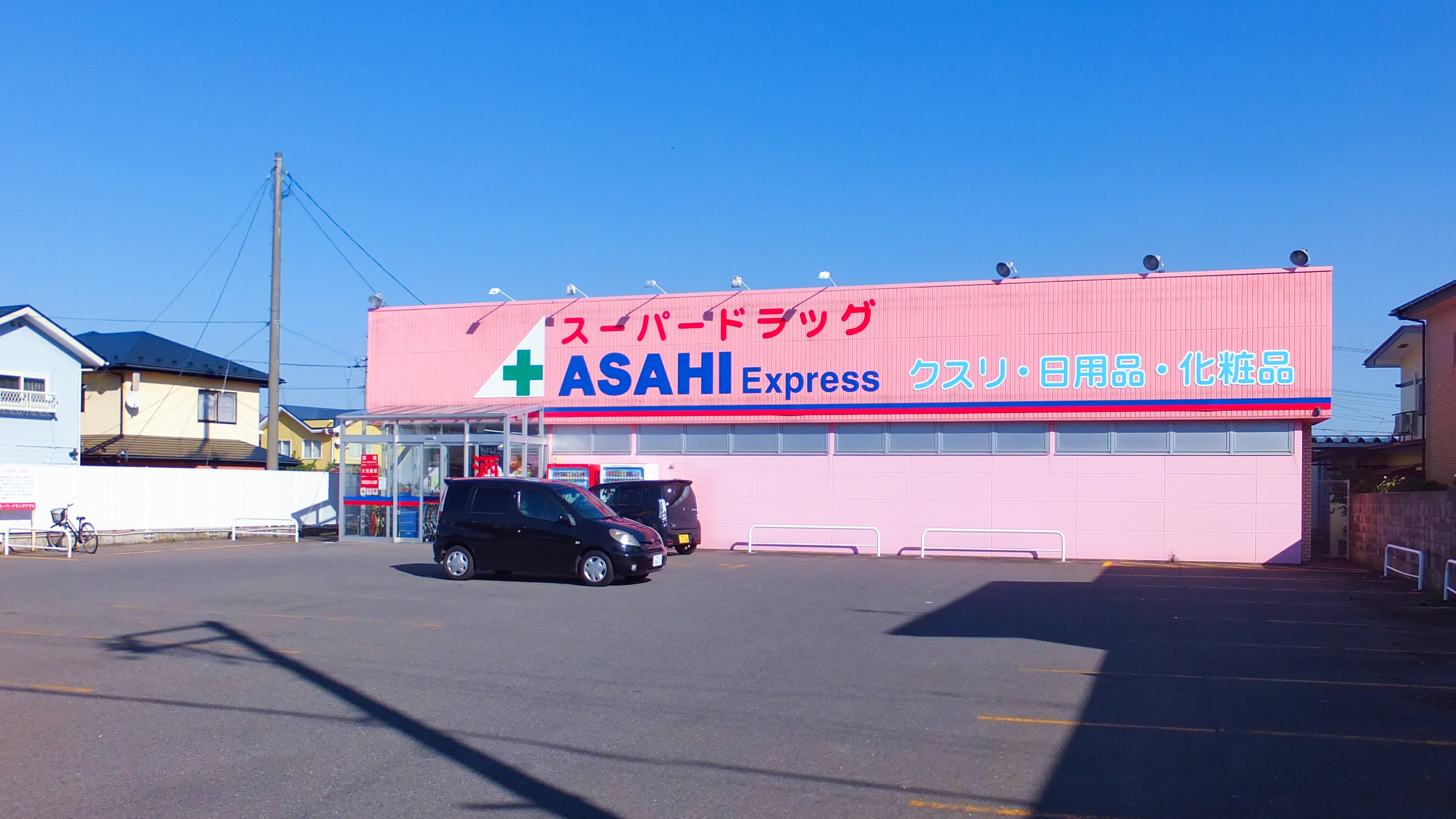
スーパードラッグアサヒ秋田勝平店
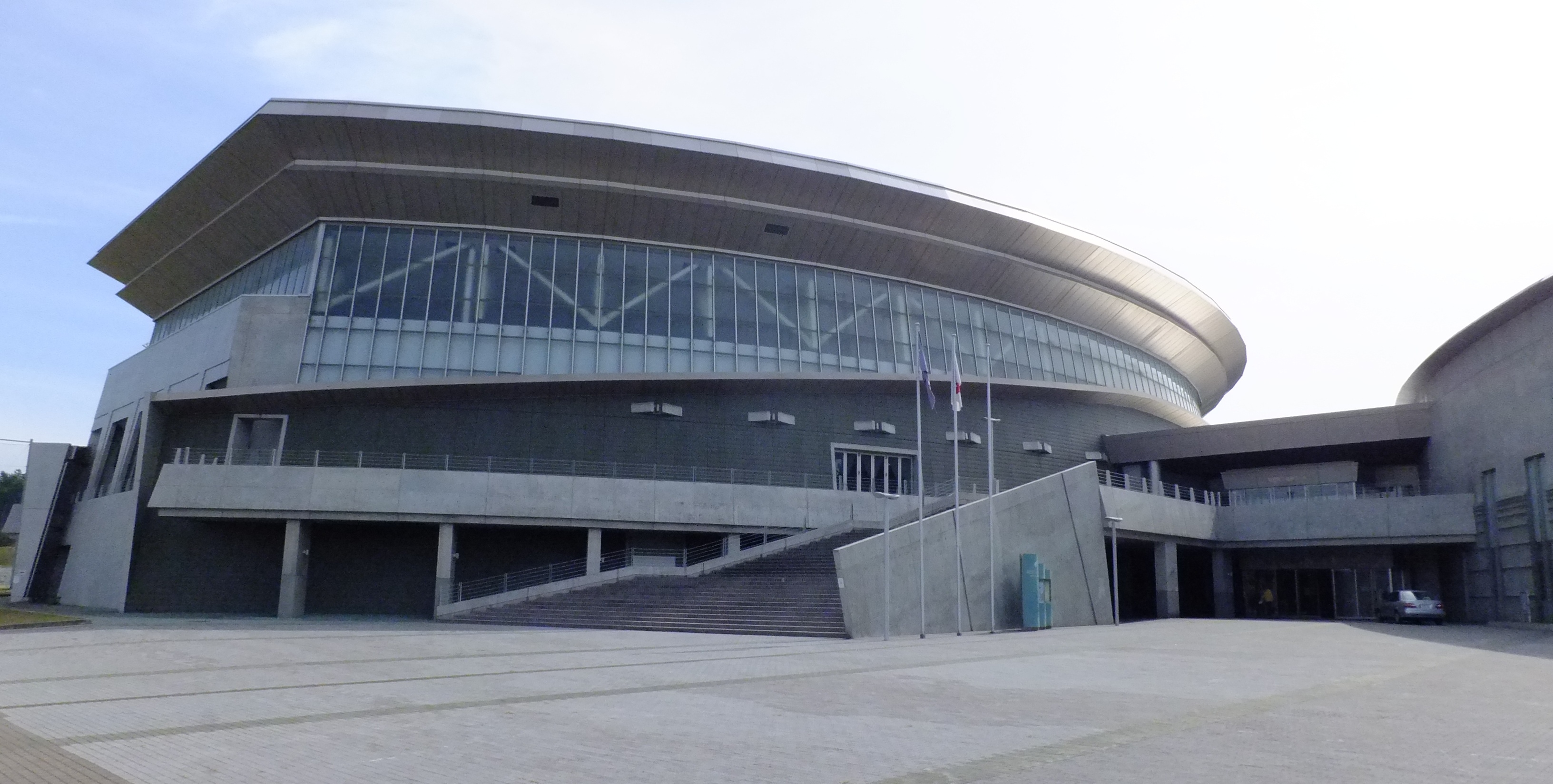
秋田県立総合プール
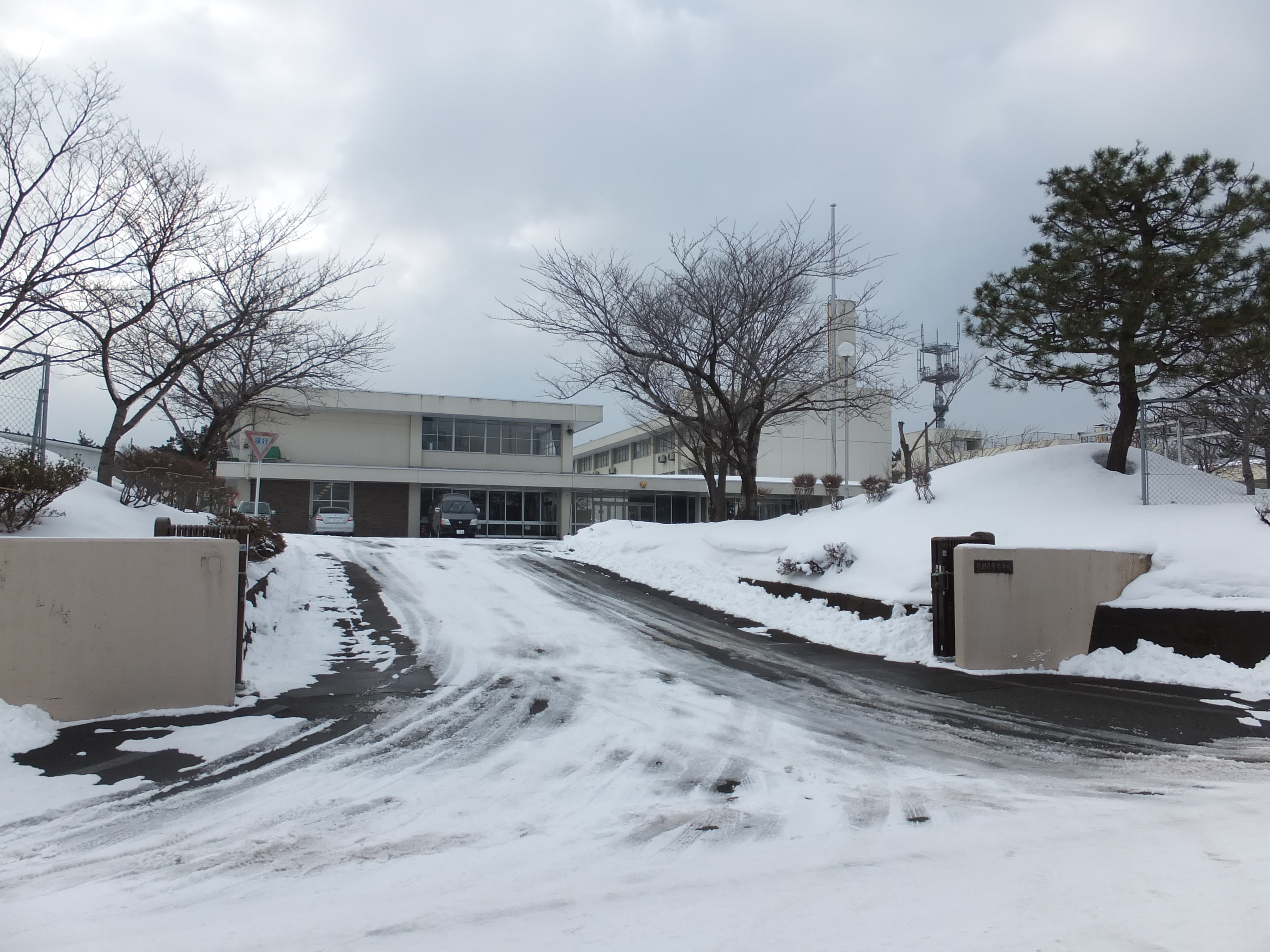
秋田県警察学校
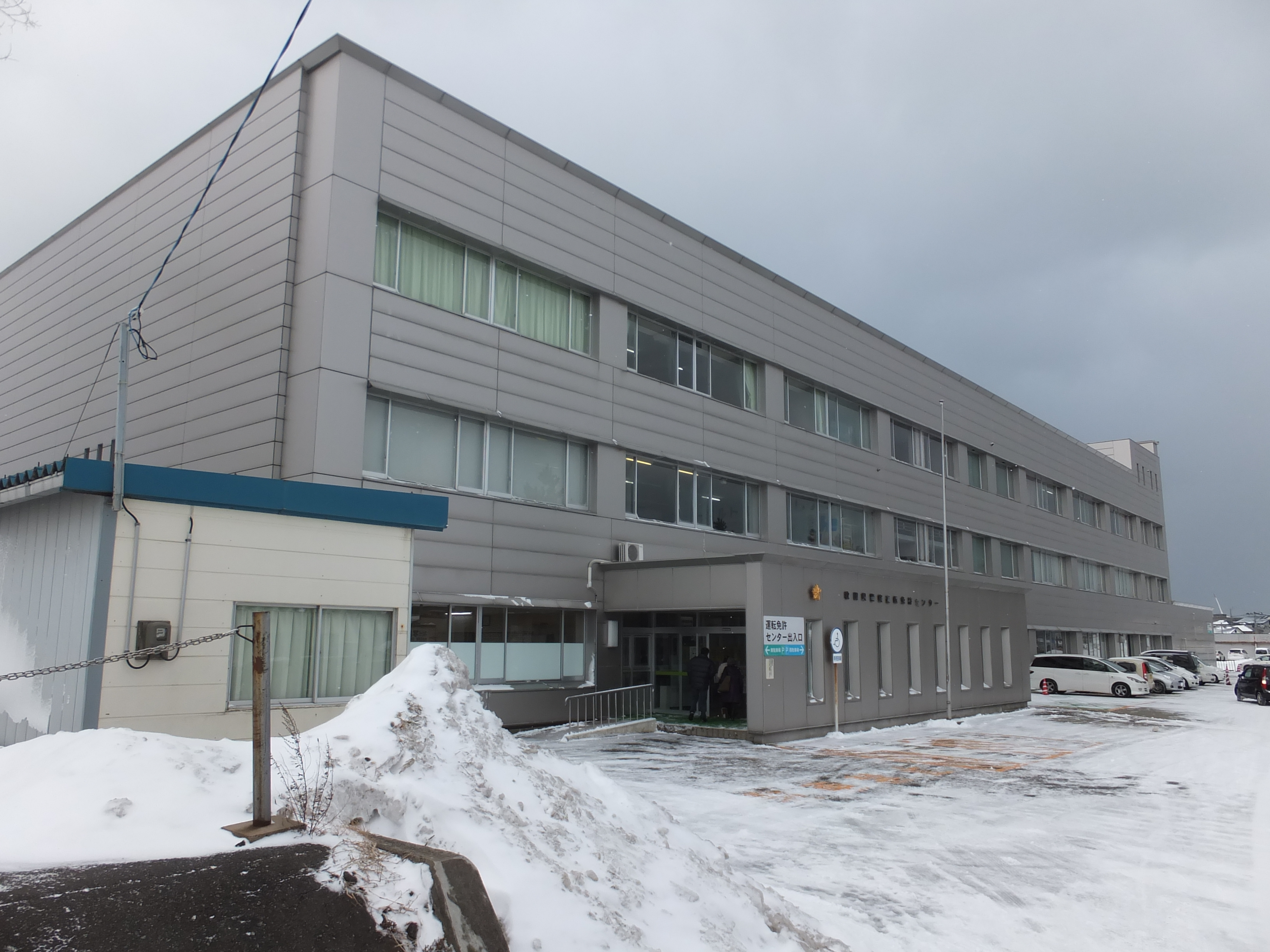
旧・秋田県警察運転免許センター
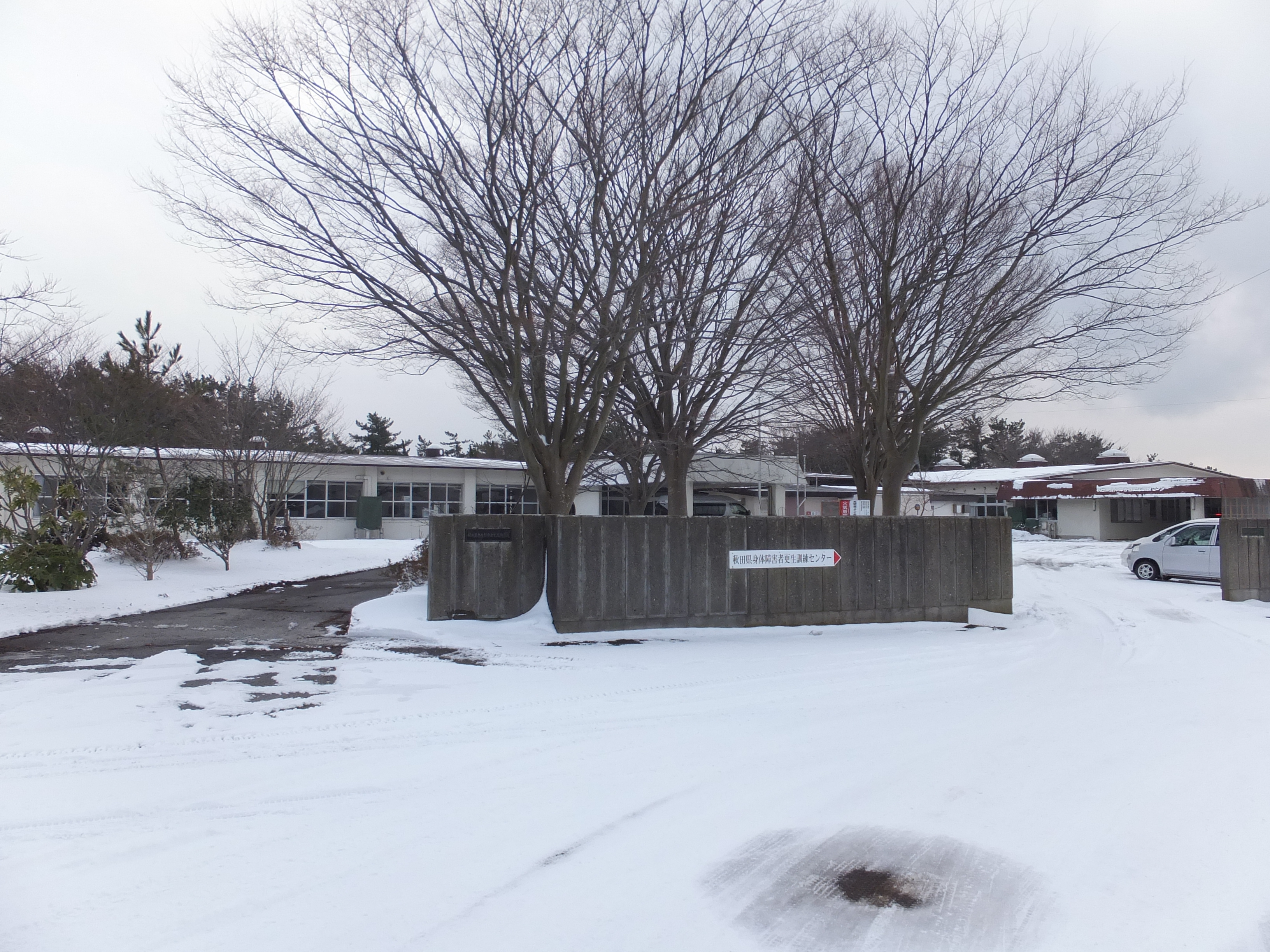
旧・秋田県身体障害者更生訓練センター
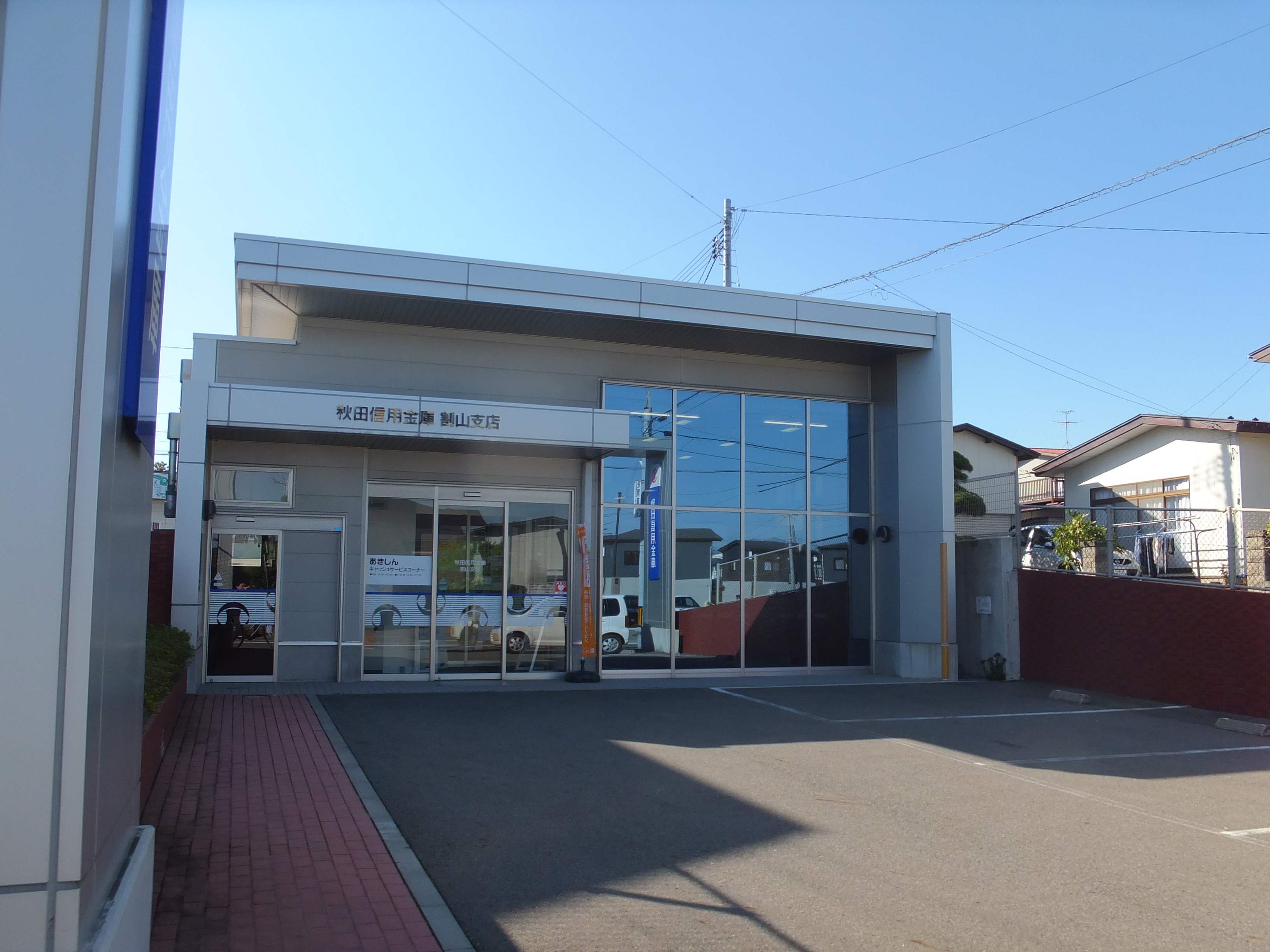
秋田信用金庫割山支店
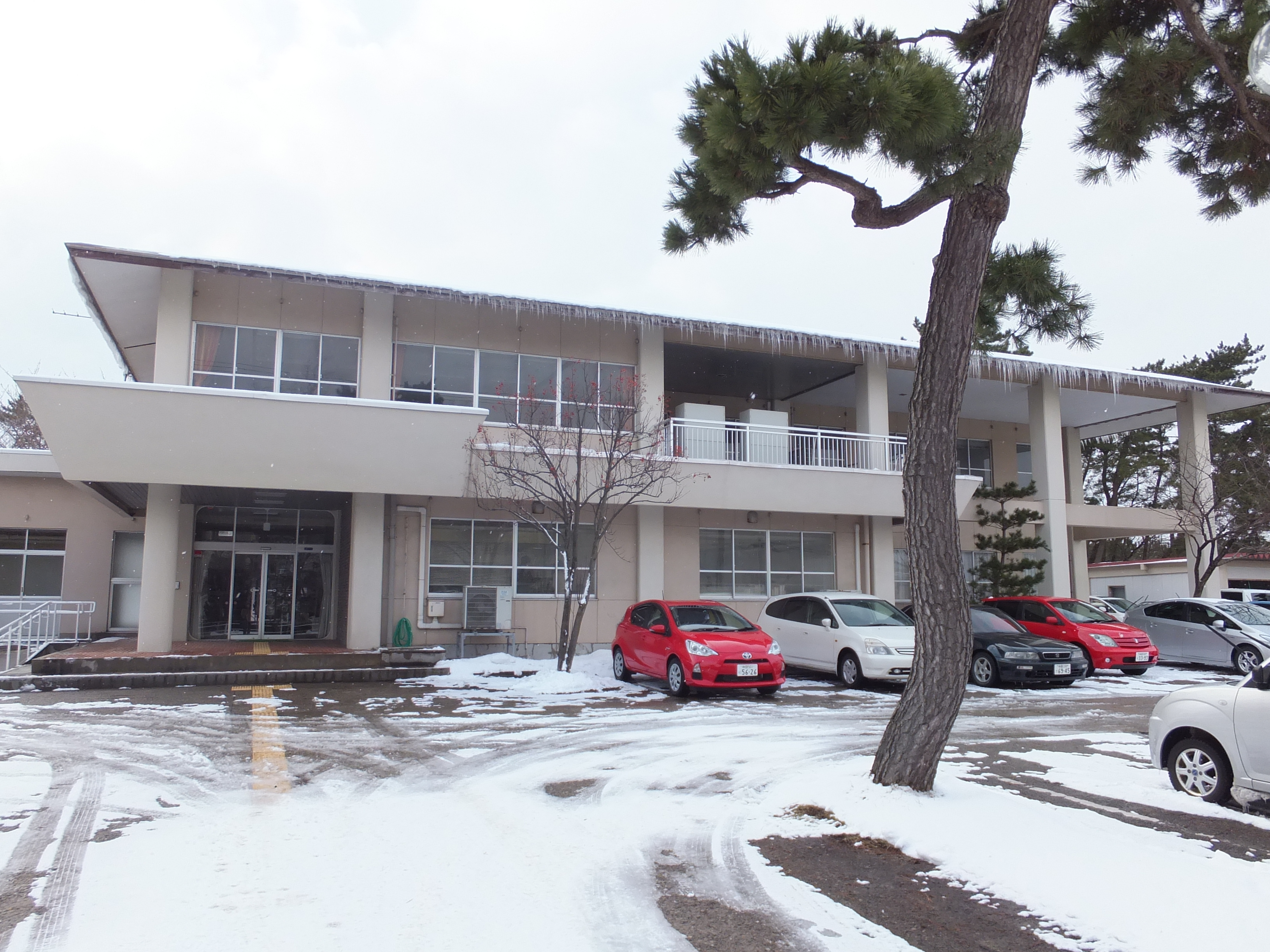
旧・秋田県中央児童相談所
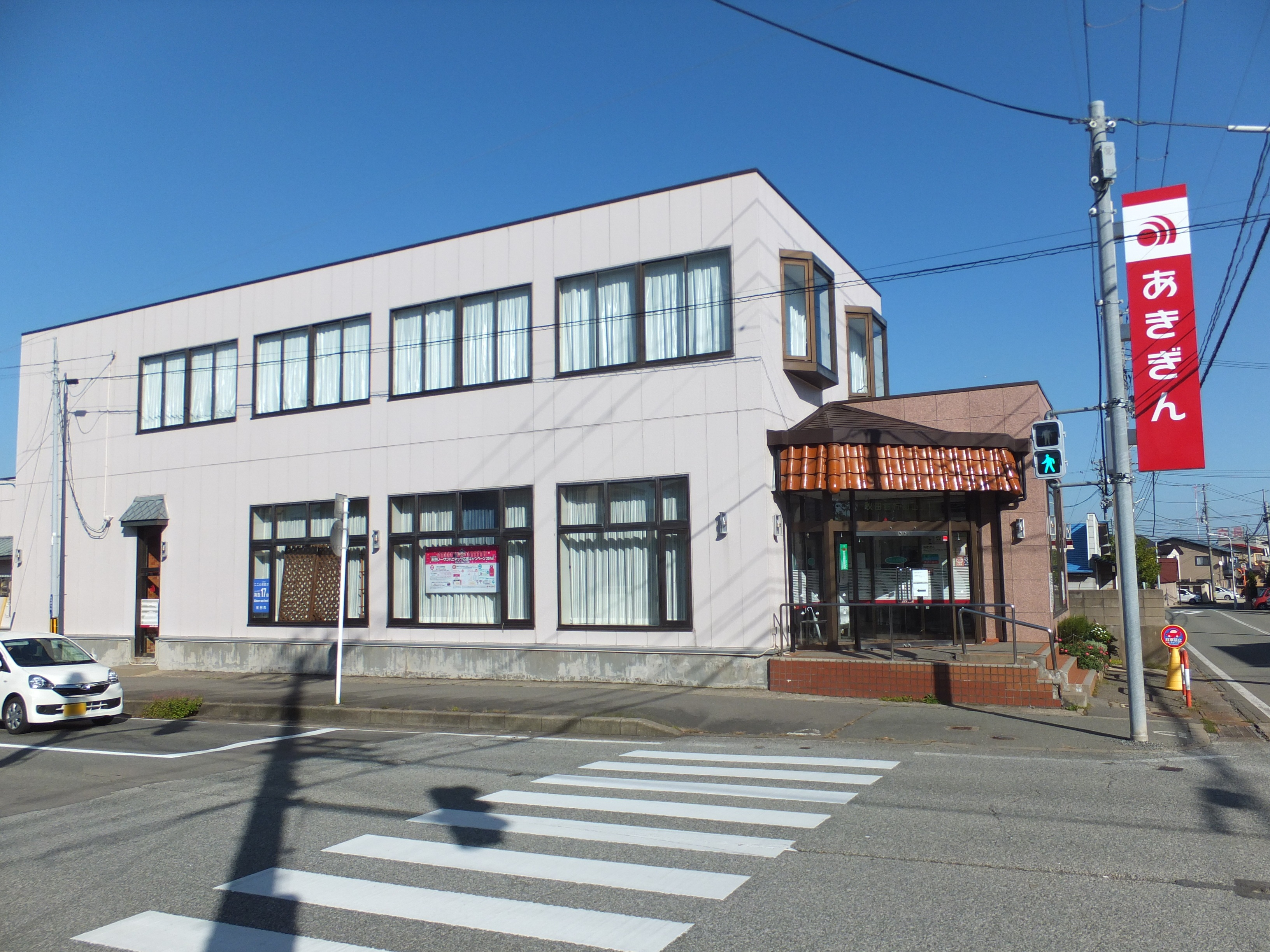
秋田銀行割山支店
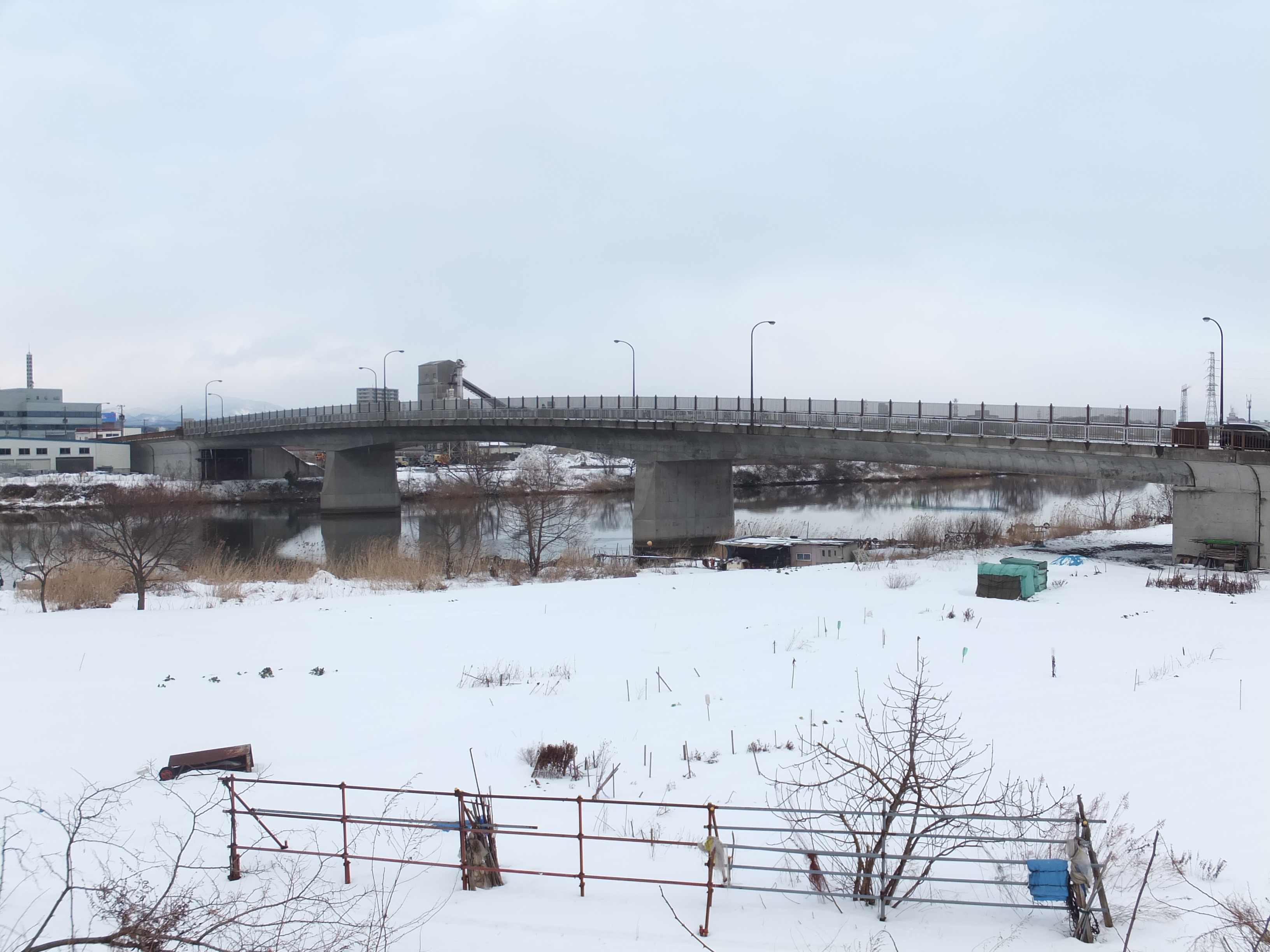
勝平新橋
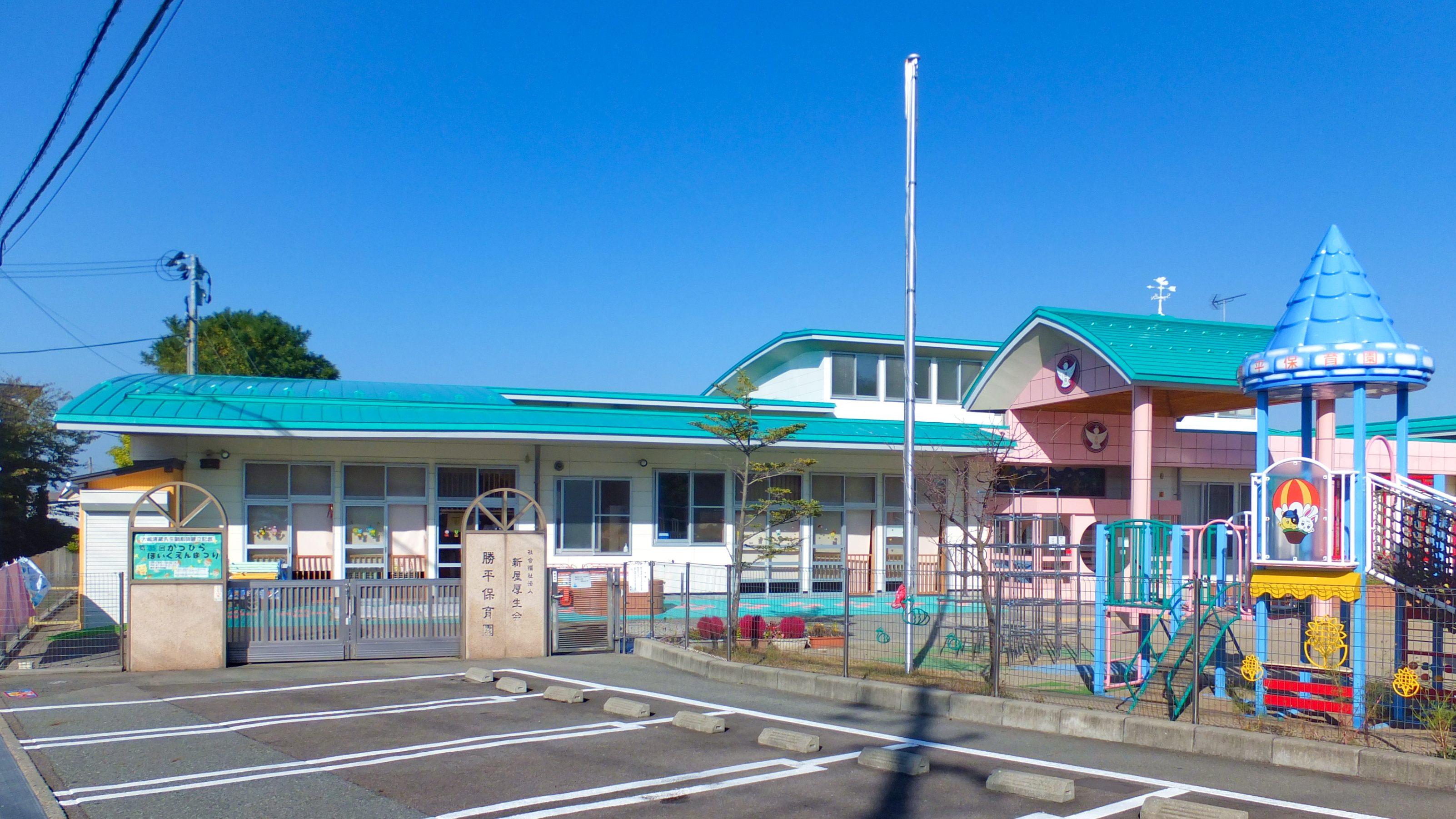
勝平保育園

### 向浜

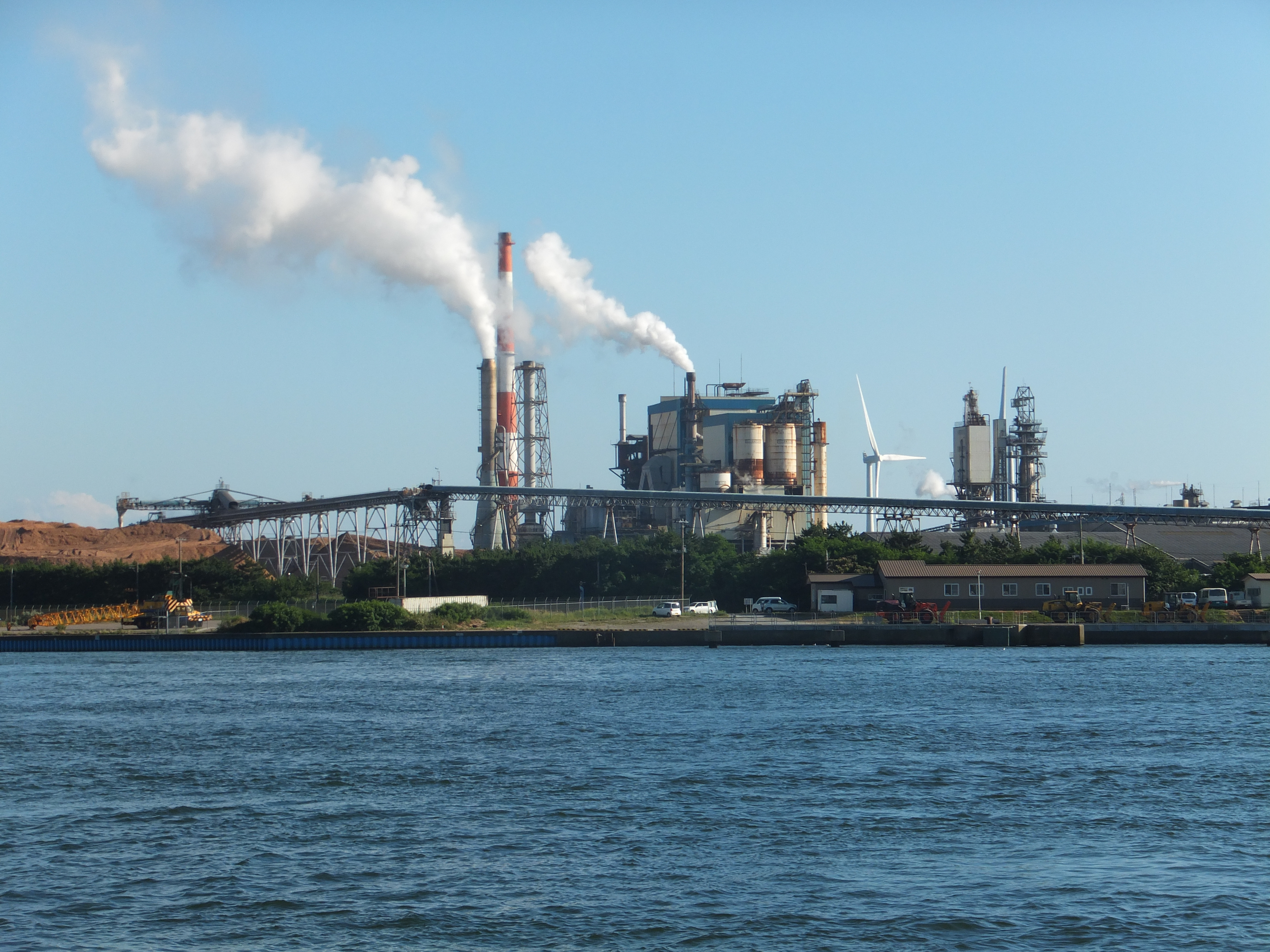
日本製紙板紙事業部 秋田工場
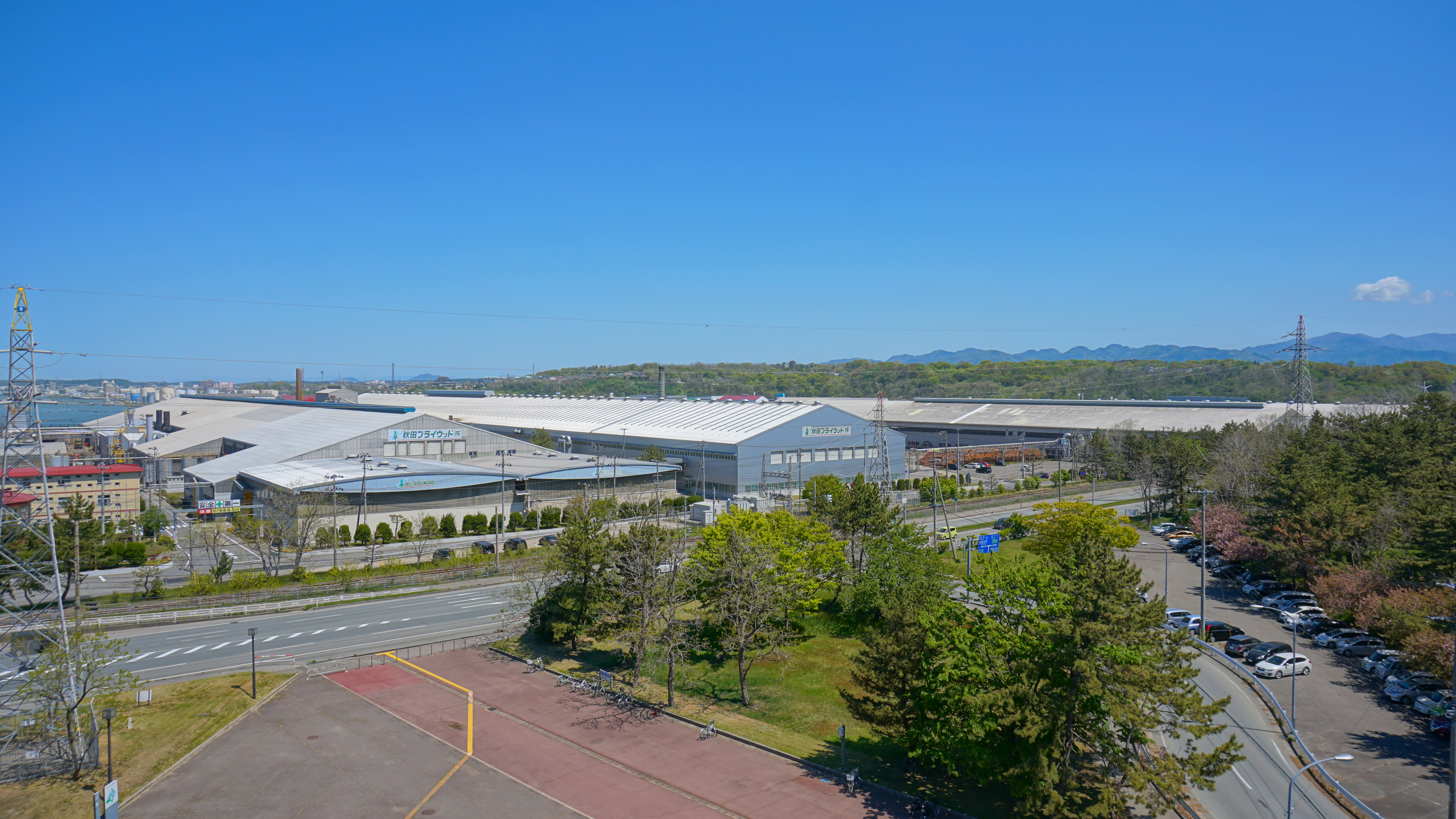
秋田プライウッド製造工場
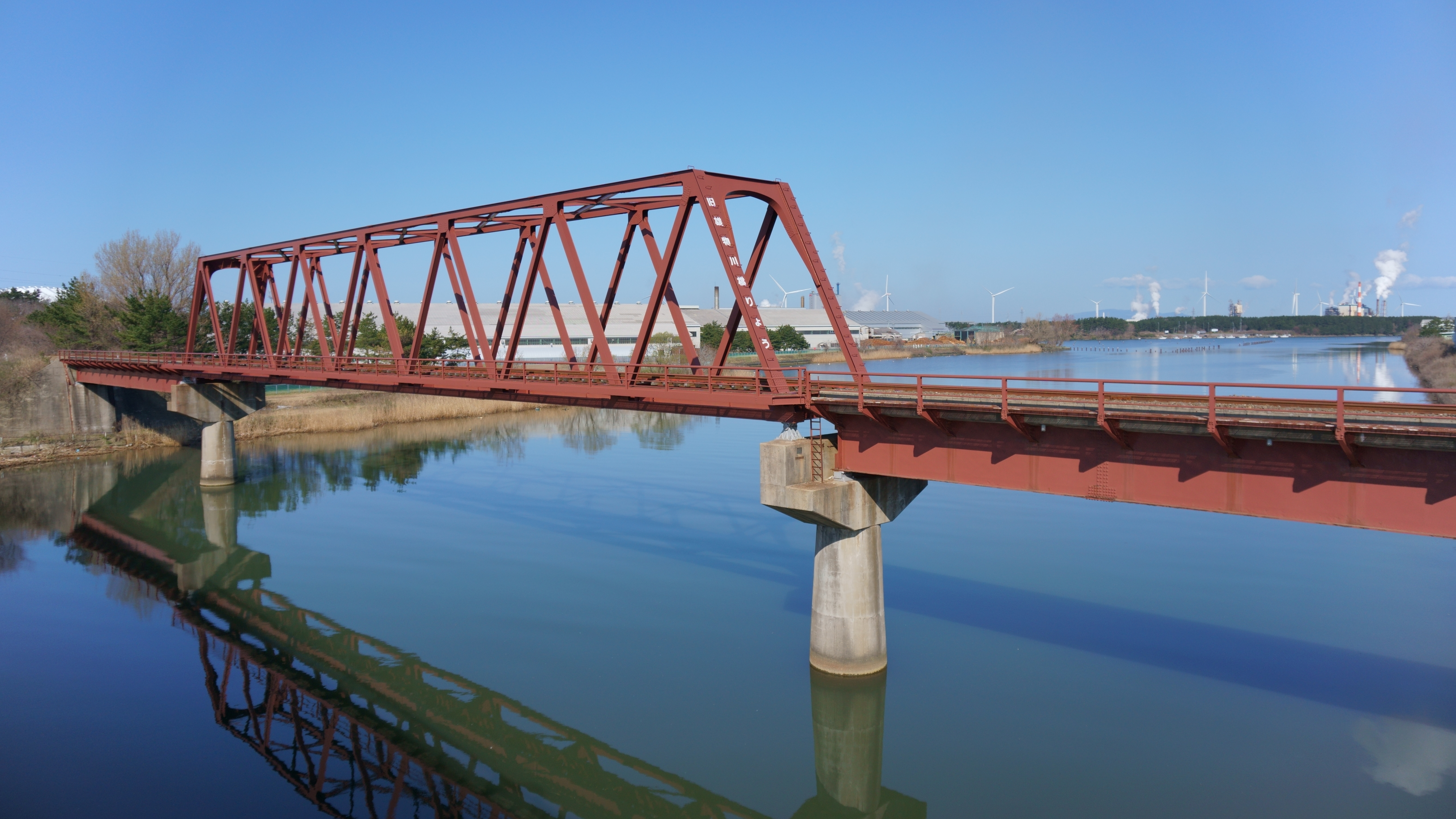
旧雄物川橋梁

### 廃止された施設
- 東北振興パルプ→十條製紙秋田工場→十條パルプ - 1938年操業開始。県内初の大規模工場で、1952年の概要では、資本金5.2億円、社員数約1千人、生産量はパルプ年産6万トン、洋紙720トンとなっていた[4]。1986年に十條パルプ事業廃止。
- 国立倉庫

## 著名出身者
- 川口大助 (秋田市長)
- 工藤力男 (日本語学者)
- 桜田淳子 (歌手、女優)
- 桜庭みさお (ローカルタレント)
- 笹原友希 (スケルトン日本代表)
- 新海幸藏 (力士)
- 穂積志 (秋田市長)
- 深井史郎 (作曲家)
- 森川源三郎 (農業指導者)
- 山本廉 (サッカー選手)

## 著名居住者
- Joelle (シンガーソングライター)